# 宮城県
宮城県（みやぎけん）は、日本の東北地方に位置する県。県庁所在地は仙台市。県内人口は約225万人で（2023年9月1日の推計人口）、東北地方では最も人口が多い県である。
人口約110万人の仙台市は東北地方の中心都市で、東北地方で唯一の政令指定都市及び100万都市である。仙台市は東北地方最大の仙台都市圏を形成し、宮城県民の67.9%に当たる154万人が仙台都市圏に居住する。

## 概要

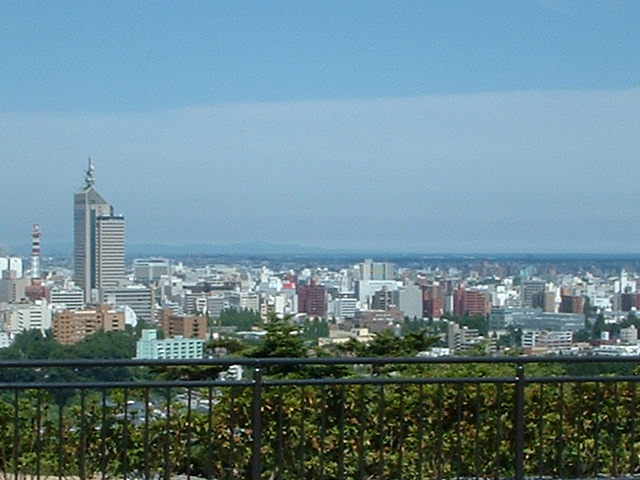
県庁所在地である仙台市の市街地

宮城県は東北地方の南東部に位置する。県内には仙台平野が広がり、北上川や阿武隈川といった大河が貫流して流域に沖積平野が発達している。東は太平洋に面し、県中部にある松島は多島海の景勝地で日本三景の一つに数えられる。西は奥羽山脈に接し、栗駒山や蔵王連峰などの秀峰がそびえる。県内の気候は太平洋側気候に分類される。冬の間、県西部の山間地は多雪地域であるが、東部の平野では雪は少なく晴れの日が多い。夏季については、太平洋からの海風の影響で厳しい暑さにはなりにくい。通年で穏やかな気候の風土である。
現在の宮城県の領域は、古墳時代からヤマト王権の影響下にあり、雷神山古墳など多数の古墳が造営された。後に陸奥国府と鎮守府である多賀城が置かれた。中世には大崎氏や葛西氏、留守氏、国分氏などが割拠したが、伊達政宗が米沢城から岩出山城を経て仙台城を築き、江戸時代の間は伊達氏の仙台藩がここを治めた。明治時代の廃藩置県に前後して、登米県、石巻県、胆沢県、角田県、仙台県などが成立し、県域の分合がたびたび行われた。1872年に仙台県は宮城郡由来の宮城県へ改称し、現在まで続く宮城県の領域がほぼ形作られるのは1876年である。
県内の平野部では稲作が盛んであり、ササニシキやひとめぼれの産地である。中でも県北部の大崎地方の肥沃な土地は大崎耕土と呼ばれる。イチゴやナシなどの果物、仙台白菜を初めとする伝統野菜も生産されている。畜産では仙台牛や宮城野豚（宮城野ポーク）といった銘柄がある。また、東北地方の三陸沖は寒流である親潮と暖流である黒潮の潮境で、世界的にも有数の漁場である。これに近い宮城県には多数の漁港があり、中でも気仙沼漁港、石巻漁港、塩釜漁港は特定第3種漁港に指定されている。1県に複数の特定第3種漁港を持つ県は宮城県が唯一である。カツオ、サンマ、マグロ、カジキなど多種の魚がこれらの港で水揚げされるほか、ワカメやノリ、カキ、ホタテガイ、ホヤ、ギンザケの養殖が県内で行われている。伝統工芸としては、鳴子漆器、白石和紙、堤焼、切込焼、仙台張子、仙台平などがある。

## 地理

地形図

### 位置・地形

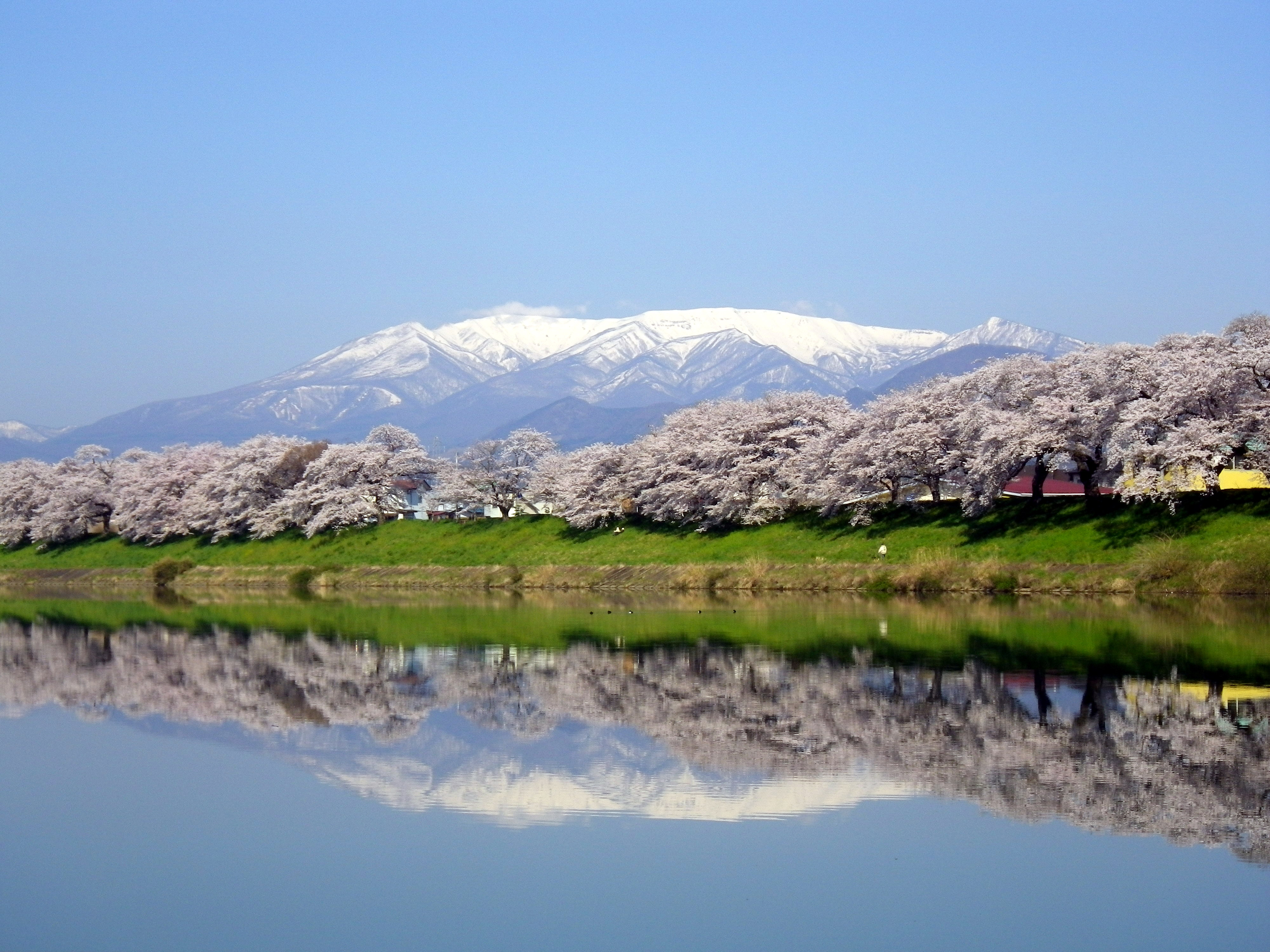
阿武隈川水系白石川に映る逆さ蔵王連峰と一目千本桜（大河原町）

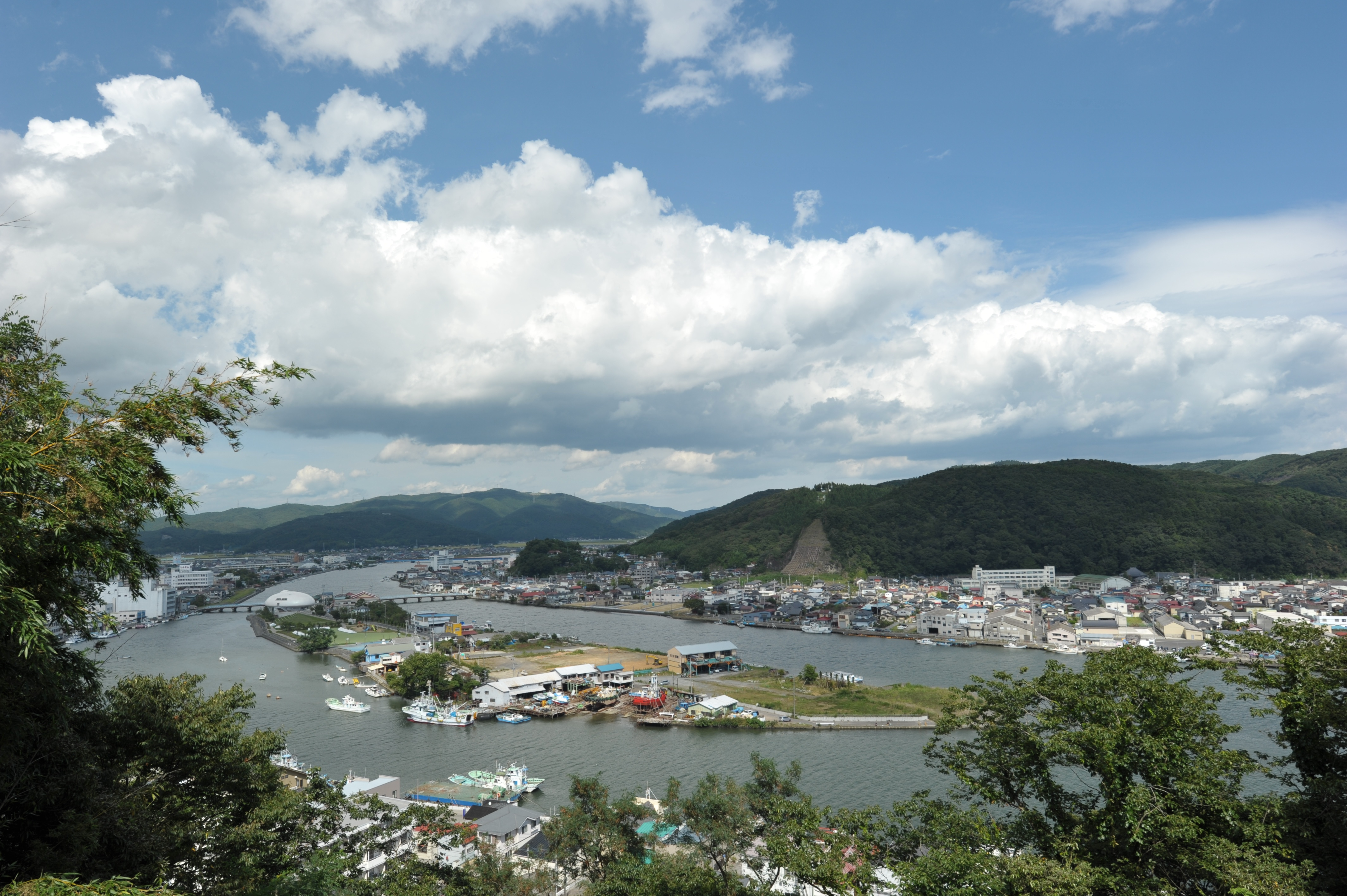
旧北上川と石巻市街地

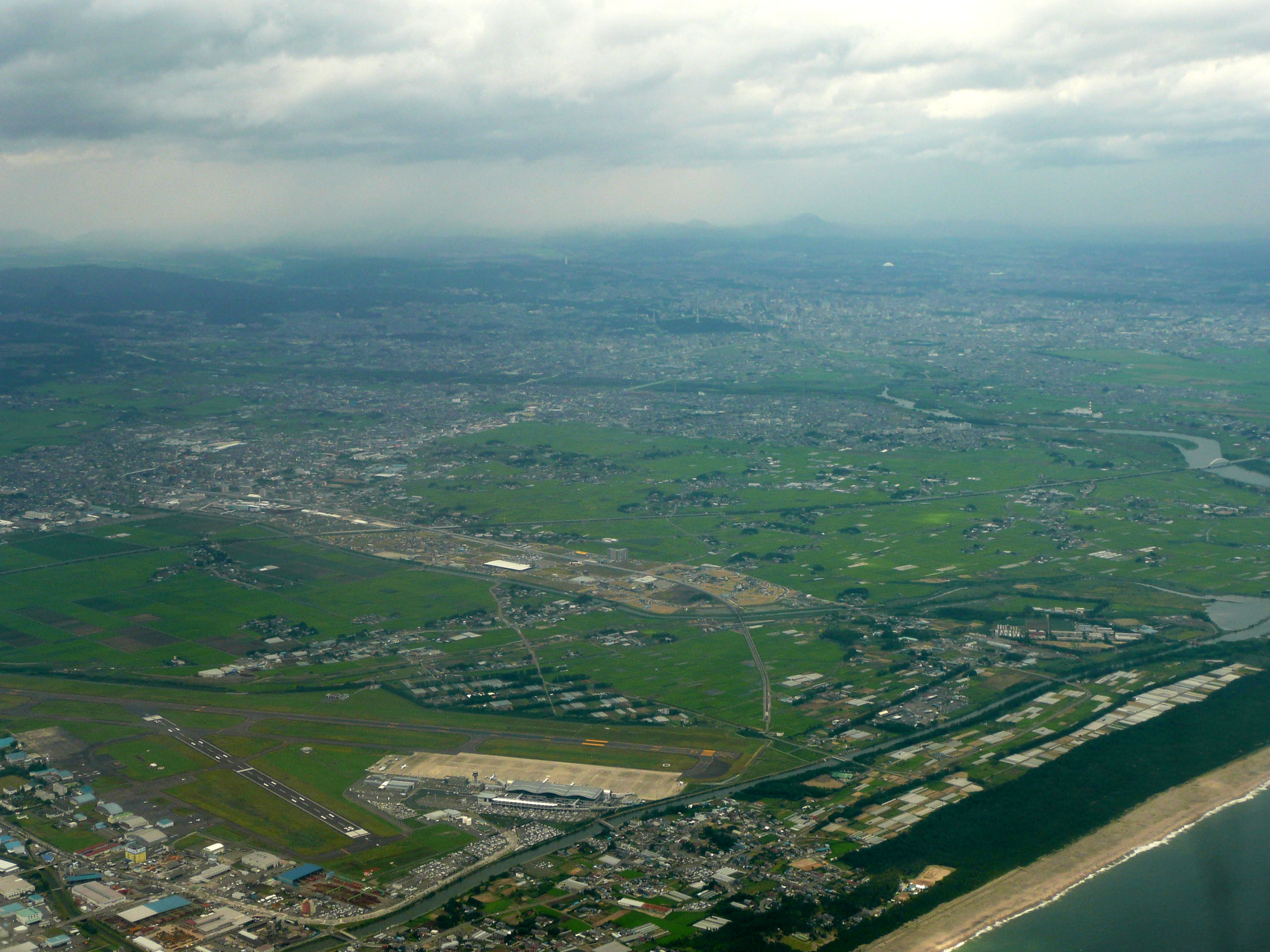
仙台平野の俯瞰

宮城県は、北側で岩手県と、南側で福島県と、西側で山形県と、北西で秋田県と接している。東京都からは北へおおよそ300キロメートルの位置に当たる。宮城県の総面積は約7282平方キロメートルで、これは日本の都道府県の中では16番目の広さである。うち、可住地面積は約43パーセントである。
主に山形県との県境になっている宮城県西部には奥羽山脈が南北に連なっている。主な山々として県北西部に標高1627メートルの栗駒山、中西部に標高1500メートルの船形山、南西部に蔵王連峰があり、蔵王連峰の山々のうち標高1825メートルの屏風岳が宮城県の最高峰である。また、奥羽山脈の東側には丘陵地が点在する。宮城県の南北には奥羽山脈のような際立つ高山帯はないが、県南部には阿武隈高地が迫り、北東部には北上高地が延びている。
一方、県の東側は太平洋に面している。県の北東部は、岩手県や青森県に及ぶ三陸海岸の南部に当たり、北上高地が海に落ち込んでリアス式海岸を形成する。三陸海岸は牡鹿半島として太平洋に突き出し、その周辺には金華山や網地島、出島、江島などの島々が浮かぶ。牡鹿半島付近から南は仙台湾によって大きくえぐられている。仙台湾沿いの大部分は平坦な砂浜海岸だが、松島付近はリアス式海岸で、多島海が広がる特色のある地形である。
宮城県の平野は特に南東部と北部で発達し、仙台平野と呼ばれている。ここを多数の河川が太平洋を目指して流れている。県の北部を流れる北上川は岩手県から続く川で、迫川や江合川を集める。北上川は分流されていて、追波湾と石巻に注いでいる。県南部には福島県を水源とする阿武隈川が流れ、白石川を合わせて太平洋に落ちる。これらの他に、宮城県で太平洋に注ぐ河川としては、鳴瀬川や七北田川、名取川などがある。県北部には伊豆沼や内沼、化女沼、蕪栗沼などの湖沼や湿地があり、これらは国際的に重要な湿地としてラムサール条約に登録されている。また、海とつながる湖沼として牡鹿半島の基部に万石浦、阿武隈川河口に鳥の海がある。
- 山
  - 奥羽山脈系：栗駒山、船形山、蔵王連峰など。
  - 北上高地系：翁倉山など
  - 阿武隈高地系：手倉山など
- 丘陵
  - 陸前丘陵：幅10 - 30キロメートルで南北方向に延びるなだらかな丘陵地。阿武隈高地の延長。南部では仙台平野（仙南平野）と西部盆地群とに分ける青葉山丘陵などがあるが、北部の仙北平野では孤立した丘陵地も多い。
    - 松島丘陵：東西方向に延びる。仙台平野を仙北・仙南の2つの平野に分けるのみならず、様々な境界となっている。
    - 愛島丘陵：東西方向に延びる。東北地方最大の前方後円墳である雷神山古墳がある。

  - 角田丘陵（亘理丘陵、亘理地塁山地）：南北方向に延びる。阿武隈高地の延長。宮城県内の浜通り部と角田盆地を分ける
- 川
  - 北上川、鳴瀬川、七北田川、名取川、阿武隈川、迫川、夏川
- 平野
  - 仙台平野（仙北平野と仙南平野に分ける事もある）
- 盆地（括弧内は盆地を造り出した支流の名前）
  - 八幡川沿い：入谷盆地
  - 北上川沿い：鬼首盆地（江合川）、鳴子盆地（江合川）、中山平盆地（大谷川）
  - 名取川沿い：愛子盆地（広瀬川）、川崎盆地（碁石川）
  - 阿武隈川沿い
    - 本流沿い：槻木盆地、角田盆地（伊具盆地）
    - 白石川沿い：船岡盆地、大河原盆地、白石盆地
    - 白石川の支流沿い：村田盆地（荒川）、円田盆地（松川）
- 半島
  - 牡鹿半島、唐桑半島、七ヶ浜半島、雄勝半島
- 離島
  - 気仙沼大島（東北地方最大の離島）、金華山、田代島、網地島、宮戸島、浦戸諸島（桂島、野々島、寒風沢島、朴島）、出島、江島
- 重心
  - 面積重心：黒川郡大和町落合松坂 北緯38度26分55秒 東経140度55分29秒 / 北緯38.44861度 東経140.92472度[14]
  - 人口重心：宮城郡利府町青山 北緯38度20分50秒 東経140度58分45秒 / 北緯38.34722度 東経140.97917度[15]

### 気候
県内の気候は太平洋側気候に分類され、全般に夏期は酷暑が少なく、冬期でも降雪量は東北地方の中では少なめであるので比較的過ごしやすい。県北部の太平洋沿岸部は緯度の割には温暖で太平洋側気候の特徴をよく表すが、南部の気候は関東に近い。また、東側は海洋性気候、西部は内陸性気候の特徴を示し、さらに西部山間部は冬期に豪雪となり日本海側気候の特徴を示す。大崎市の旧鳴子町地区は特別豪雪地帯である。
気象庁による気象予報では、宮城県を「宮城県西部」と「宮城県東部」に二分し、さらに西部を「西部栗原」、「西部大崎」、「西部仙台」、「西部仙南」に、東部を「気仙沼」、「石巻」、「登米・東部栗原」、「東部大崎」、「東部仙台」、「東部仙南」に細分している。
- 気仙沼、石巻 … 三陸海岸に面したこの地域は、夏季はやませの影響を受けやすく冷涼であり真夏日になることは少ない。冬季は雪も少なく比較的温暖である。
- 西部栗原、西部大崎 … 内陸性気候となり冬季は寒さが厳しい。豪雪地帯に属し日本海側気候に属する。特に大崎市の旧鳴子町は特別豪雪地帯に指定されている。内陸地域にあるものの夏季は比較的冷涼であり猛暑にはならない。
- 登米・東部栗原、東部大崎 …平野部地域は雪は少なく太平洋側気候ではあるが、岩手県の北上盆地の気候の延長線上にあり、内陸盆地の特徴を示す。地形のために時に強風の影響で地吹雪となることもある。冬季の日照時間が多いため放射冷却が起こりやすく最低気温は零下10°Cから零下15°Cくらいまで下がることもある。
- 西部仙台、西部仙南 …  福島県中通りや北関東の気候の延長線上にある。内陸性気候となるが緯度が低いため、夏季は冷涼、冬季は緯度の割には温暖である。都市圏の仙台市青葉区旧宮城町と太白区旧秋保町・白石市・川崎町は、内陸のためより寒冷であり積雪も多く、豪雪地帯に指定されている。
- 東部仙台、東部仙南 …  福島県浜通りの気候の延長線上にある。海洋性気候となり、年較差、日較差ともに小さい。都市圏の仙台市周辺はヒートアイランド現象の影響が見られ、南にある北関東の各都市よりも冬季の冷え込みは緩い。零下5°Cを下回ることさえ稀である。また積雪も少ない。

また、気象庁の地震に関する速報や情報で用いられる区域では、宮城県は「宮城県北部」、「宮城県中部」、「宮城県南部」に三分されている。
| 平年値 （月単位） | 平年値 （月単位） | 三陸海岸        | 三陸海岸          | 三陸海岸      | 三陸海岸      | 仙北          | 仙北          | 仙北          | 仙北          | 仙北          | 仙北          | 仙北          |
| 平年値 （月単位） | 平年値 （月単位） | 気仙沼          | 南三陸町 志津川   | 女川町 江ノ島 | 石巻          | 登米市 米山   | 大崎市 古川   | 大崎市 鹿島台 | 大崎市 川渡   | 大衡          | 栗原市 築館   | 栗原市 駒の湯 |
| ----------------- | ----------------- | --------------- | ----------------- | ------------- | ------------- | ------------- | ------------- | ------------- | ------------- | ------------- | ------------- | ------------- |
| 平均 気温 (°C)    | 最暖月            | 22.7 （8月）    | 22.7 （8月）      | 22.3 （8月）  | 23.5 （8月）  | 23.5 （8月）  | 23.8 （8月）  | 23.2 （8月）  | 22.5 （8月）  | 23.2 （8月）  | 23.3 （8月）  | 20.6 （8月）  |
| 平均 気温 (°C)    | 最寒月            | 0.0 （1月）     | 0.4 （1月）       | 2.7 （1月）   | 0.5 （1月）   | -0.5 （1月）  | 0.0 （1月）   | 0.0 （1月）   | -1.0 （1月）  | -0.2 （1月）  | 0.0 （1月）   | -3.0 （1月）  |
| 降水量 (mm)       | 最多月            | 208.4 （9月）   | 209.0 （9月）     | 189.1 （9月） | 163.1 （9月） | 170.5 （8月） | 176.4 （9月） | 193.2 （9月） | 237.8 （8月） | 202.2 （9月） | 180.8 （9月） | 316.0 （8月） |
| 降水量 (mm)       | 最少月            | 29.6 （12月）   | 30.3 （12月）     | 31.4 （12月） | 24.8 （12月） | 22.1 （12月） | 34.4 （12月） | 24.3 （2月）  | 86.9 （1月）  | 36.6 （12月） | 29.6 （1月）  | 96.0 （2月）  |
| 平年値 （月単位） | 平年値 （月単位） | 仙南            | 仙南              | 仙南          | 仙南          | 仙南          | 仙南          | 仙南          | 仙南          | 仙南          |               |               |
| 平年値 （月単位） | 平年値 （月単位） | 仙台市 宮城野区 | 仙台市 青葉区新川 | 塩竈          | 名取          | 亘理          | 丸森          | 白石          | 蔵王          | 川崎          |               |               |
| 平均 気温 (°C)    | 最暖月            | 24.1 （8月）    | 22.1 （8月）      | 23.2 （8月）  | 23.7 （8月）  | 23.8 （8月）  | 23.6 （8月）  | 23.5 （8月）  |               | 22.7 （8月）  |               |               |
| 平均 気温 (°C)    | 最寒月            | 1.5 （1月）     | -1.0 （1月）      | 1.0 （1月）   | 1.8 （1月）   | 1.6 （1月）   | 1.0 （1月）   | 1.0 （1月）   |               | -0.3 （1月）  |               |               |
| 降水量 (mm)       | 最多月            | 218.4 （9月）   | 231.1 （9月）     | 193.5 （9月） | 178.8 （7月） | 212.7 （9月） | 216.9 （9月） | 202.7 （8月） |               | 228.0 （9月） |               |               |
| 降水量 (mm)       | 最少月            | 26.4 （12月）   | 56.8 （1月）      | 23.7 （12月） | 26.6 （2月）  | 22.2 （12月） | 24.7 （12月） | 32.1 （12月） |               | 35.4 （12月） |               |               |

## 地域

### 自治体
現在、県内には35市町村（14市10郡20町1村）がある。町の読み方は、利府町、大和町、大郷町、亘理町、山元町、女川町、色麻町、涌谷町、南三陸町の9町が「ちょう」で、残る11町は「まち」である。村は「むら」と読む。2011年（平成23年）3月11日に発生した東北地方太平洋沖地震（東日本大震災）より前で、最も近い国勢調査である2010年（平成22年）10月1日実施のそれの値を記す。推計人口は2025年7月1日の値。増減率は、それらの比。
| 地域圏         | 市区町村 | 団体コード | 郡     | 2010年国調 （人） | 推計人口 （人） | 増減率 (%) |
| -------------- | -------- | ---------- | ------ | ----------------- | --------------- | ---------- |
| 気仙沼・本吉圏 | 気仙沼市 | 04205-6    | 市     | 73,489            | 55,009          | -25.15     |
| 気仙沼・本吉圏 | 南三陸町 | 04606-0    | 本吉郡 | 17,429            | 11,049          | -36.61     |
| 登米圏         | 登米市   | 04212-9    | 市     | 83,969            | 69,577          | -17.14     |
| 栗原圏         | 栗原市   | 04213-7    | 市     | 74,932            | 58,244          | -22.27     |
| 石巻圏         | 石巻市   | 04202-1    | 市     | 160,826           | 129,954         | -19.20     |
| 石巻圏         | 女川町   | 04581-1    | 牡鹿郡 | 10,051            | 5,945           | -40.85     |
| 石巻圏         | 東松島市 | 04214-5    | 市     | 42,903            | 37,096          | -13.54     |
| 大崎圏         | 大崎市   | 04215-3    | 市     | 135,147           | 119,703         | -11.43     |
| 大崎圏         | 涌谷町   | 04501-2    | 遠田郡 | 17,494            | 13,848          | -20.84     |
| 大崎圏         | 美里町   | 04505-5    | 遠田郡 | 25,190            | 22,422          | -10.99     |
| 大崎圏         | 加美町   | 04445-8    | 加美郡 | 25,527            | 19,973          | -21.76     |
| 大崎圏         | 色麻町   | 04444-0    | 加美郡 | 7,431             | 6,058           | -18.48     |
| 仙台都市圏     | 大衡村   | 04424-5    | 黒川郡 | 5,334             | 5,452           | +2.21      |
| 仙台都市圏     | 大和町   | 04421-1    | 黒川郡 | 24,894            | 28,386          | +14.03     |
| 仙台都市圏     | 大郷町   | 04422-9    | 黒川郡 | 8,927             | 7,274           | -18.52     |
| 仙台都市圏     | 富谷市   | 04216-1    | 市     | 47,042            | 51,484          | +9.44      |
| 仙台都市圏     | 松島町   | 04401-6    | 宮城郡 | 15,085            | 12,413          | -17.71     |
| 仙台都市圏     | 七ヶ浜町 | 04404-1    | 宮城郡 | 20,416            | 17,011          | -16.68     |
| 仙台都市圏     | 利府町   | 04406-7    | 宮城郡 | 33,994            | 35,003          | +2.97      |
| 仙台都市圏     | 塩竈市   | 04203-0    | 市     | 56,490            | 49,973          | -11.54     |
| 仙台都市圏     | 多賀城市 | 04209-9    | 市     | 63,060            | 62,206          | -1.35      |
| 仙台都市圏     | 仙台市   | 04100-9    | 市     | 1,045,986         | 1,094,530       | +4.64      |
| 仙台都市圏     | 宮城野区 | 04102-5    | 行政区 | 190,473           | 193,533         | +1.61      |
| 仙台都市圏     | 若林区   | 04103-3    | 行政区 | 132,306           | 142,322         | +7.57      |
| 仙台都市圏     | 泉区     | 04105-0    | 行政区 | 211,183           | 206,282         | -2.32      |
| 仙台都市圏     | 青葉区   | 04101-7    | 行政区 | 291,436           | 315,176         | +8.15      |
| 仙台都市圏     | 太白区   | 04104-1    | 行政区 | 220,588           | 237,217         | +7.54      |
| 仙台都市圏     | 名取市   | 04207-2    | 市     | 73,134            | 79,004          | +8.03      |
| 仙台都市圏     | 岩沼市   | 04211-1    | 市     | 44,187            | 42,992          | -2.70      |
| 仙台都市圏     | 亘理町   | 04361-3    | 亘理郡 | 34,845            | 32,170          | -7.68      |
| 仙台都市圏     | 山元町   | 04362-1    | 亘理郡 | 16,704            | 11,333          | -32.15     |
| 仙南圏         | 川崎町   | 04324-9    | 柴田郡 | 9,978             | 7,527           | -24.56     |
| 仙南圏         | 村田町   | 04322-2    | 柴田郡 | 11,995            | 9,757           | -18.66     |
| 仙南圏         | 大河原町 | 04321-4    | 柴田郡 | 23,530            | 23,213          | -1.35      |
| 仙南圏         | 柴田町   | 04323-1    | 柴田郡 | 39,341            | 36,809          | -6.44      |
| 仙南圏         | 角田市   | 04208-1    | 市     | 31,336            | 25,757          | -17.80     |
| 仙南圏         | 丸森町   | 04341-9    | 伊具郡 | 15,501            | 10,648          | -31.31     |
| 仙南圏         | 白石市   | 04206-4    | 市     | 37,422            | 29,751          | -20.50     |
| 仙南圏         | 蔵王町   | 04301-0    | 刈田郡 | 12,882            | 10,502          | -18.48     |
| 仙南圏         | 七ヶ宿町 | 04302-8    | 刈田郡 | 1,694             | 1,122           | -33.77     |

### 地域圏

宮城県 広域圏区分図

宮城県は、県内の地域を以下のように区分している。「広域気仙沼・本吉圏」、「広域石巻圏」、「広域登米圏」、「広域栗原圏」、「広域大崎圏」、「広域仙台都市圏」、「広域仙南圏」の7つである。それぞれの地域に宮城県の振興事務所がある。また、地域圏ごとに市町村による広域行政機構が設置されているが、平成の大合併によりそれぞれ1市に集約された栗原圏および登米圏では、各広域行政機構が解散して、栗原市役所および登米市役所がその機能を承継している。
仙台都市圏は、「大都市周辺地域振興整備措置要綱」 に基づいて設定された「仙台大都市周辺地域広域行政圏」に相当しており、1977年（昭和52年）9月29日に構成市町村により仙台都市圏広域行政推進協議会が設置された。同協議会は圏内の広域的な都市問題の協議機関として活動しているが、実際の広域行政では圏内の旧郡単位などで一部事務組合が設置されている。
県全体に対する各圏の人口比率は、仙台都市圏以外では1920年（大正9年）国勢調査の際が最も高く、その後は仙台都市圏が比率を高める一方で他の各圏の比率は下がっていった。また、仙台都市圏は1920年に県の約3分の1を占めるに過ぎなかったが、直近の2015年（平成27年）のそれでは人口が約5倍となり、県の約3分の2を占めるに至っている。現状では、仙台都市圏の隣接3圏（仙南圏、大崎圏、石巻圏）が各々10パーセント弱、隣接しない県北3圏（栗原圏、登米圏、気仙沼・本吉圏）の合計が約10パーセントとなっている。
気仙沼・本吉圏、石巻圏、および、仙台都市圏の沿岸3圏以外では1955年（昭和30年）国勢調査の人口がピークであり、太平洋ベルトにおいて高度経済成長が始まるのと同期して人口減少も始まった。1970年代から各国で排他的経済水域を設定する動きが始まり、それまで自由に外国の沿岸近くまで行って操業していた日本漁船は締め出しされるようになった。すると、遠洋漁業の基地としても機能していた特定第3種漁港の気仙沼漁港および石巻漁港の景気は下向き始め、同期して気仙沼・本吉圏では1980年（昭和55年）、石巻圏では1985年（昭和60年）をピークとして人口が減少し始めた。
| 地域圏         | 宮城県庁の地方事務所             | 宮城県庁の地方事務所                   | 市町村による広域行政機構         | 市町村による広域行政機構               |
| -------------- | -------------------------------- | -------------------------------------- | -------------------------------- | -------------------------------------- |
| 気仙沼・本吉圏 | 気仙沼地方振興事務所             | 北緯38度54分24.8秒 東経141度34分10.3秒 | 気仙沼・本吉地域広域行政事務組合 | 北緯38度52分50.9秒 東経141度34分28.9秒 |
| 登米圏         | 東部地方振興事務所登米地域事務所 | 北緯38度41分1.3秒 東経141度11分53.4秒  | （登米市）                       | 北緯38度41分30.9秒 東経141度11分15.2秒 |
| 栗原圏         | 北部地方振興事務所栗原地域事務所 | 北緯38度44分18.6秒 東経141度1分7秒     | （栗原市）                       | 北緯38度43分48.4秒 東経141度1分16.8秒  |
| 石巻圏         | 東部地方振興事務所               | 北緯38度26分22.2秒 東経141度18分26秒   | 石巻地区広域行政事務組合         | 北緯38度24分54.2秒 東経141度15分5.7秒  |
| 大崎圏         | 北部地方振興事務所               | 北緯38度33分58.9秒 東経140度58分29.4秒 | 大崎地域広域行政事務組合         | 北緯38度34分51.6秒 東経140度57分47.5秒 |
| 仙台都市圏     | 仙台地方振興事務所               | 北緯38度16分40.5秒 東経140度52分4秒    | 仙台都市圏広域行政推進協議会     | 北緯38度16分5.5秒 東経140度52分9.7秒   |
| 仙南圏         | 大河原地方振興事務所             | 北緯38度2分49.6秒 東経140度43分43.9秒  | 仙南地域広域行政事務組合         | 北緯38度3分46.9秒 東経140度44分15.8秒  |

| 地域圏         | 推計人口 2025年7月1日 | 推計人口 2025年7月1日 | 2010年 （平成22年） | 2010年 （平成22年） | 1985年 （昭和60年） | 1985年 （昭和60年） | 1955年 （昭和30年） | 1955年 （昭和30年） | 1920年 （大正9年） | 1920年 （大正9年） |
| -------------- | --------------------- | --------------------- | ------------------- | ------------------- | ------------------- | ------------------- | ------------------- | ------------------- | ------------------ | ------------------ |
| 宮城県合計     | 2,233,195             | 2,233,195             | 2,348,165           | 2,348,165           | 2,176,295           | 2,176,295           | 1,727,065           | 1,727,065           | 961,768            | 961,768            |
| 気仙沼・本吉圏 | 66,058                | 3                     | 90,918              | 3.9                 | 113,438             | 5.2                 | 106,720             | 6.2                 | 60,878             | 6.3                |
| 登米圏         | 69,577                | 3.1                   | 83,969              | 3.6                 | 99,182              | 4.6                 | 128,753             | 7.5                 | 77,807             | 8.1                |
| 栗原圏         | 58,244                | 2.6                   | 74,932              | 3.2                 | 95,042              | 4.4                 | 136,195             | 7.9                 | 83,707             | 8.7                |
| 石巻圏         | 172,995               | 7.7                   | 213,780             | 9.1                 | 241,113             | 11.1                | 232,403             | 13.5                | 129,585            | 13.5               |
| 大崎圏         | 182,004               | 8.1                   | 210,789             | 9.0                 | 223,306             | 10.3                | 250,980             | 14.5                | 154,262            | 16.0               |
| 仙台都市圏     | 1,529,231             | 68.5                  | 1,490,098           | 63.5                | 1,209,050           | 55.6                | 669,422             | 38.8                | 320,770            | 33.4               |
| 仙南圏         | 155,086               | 6.9                   | 183,679             | 7.8                 | 195,164             | 9.0                 | 202,592             | 11.7                | 134,759            | 14.0               |

- 人口の単位は「人」、斜体字は広域圏の県全体に対する人口比率で単位は「%」。

仙台都市圏（単位：万人）
仙台都市圏以外の地域圏（単位：人）

### 都市圏
都市雇用圏（10%通勤圏）の変遷
| 1980年                   | 1990年                  | 1995年                  | 2000年                  | 2005年                  | 2010年                  | 2015年                  |
| ------------------------ | ----------------------- | ----------------------- | ----------------------- | ----------------------- | ----------------------- | ----------------------- |
| 仙台 都市圏 124万8616人  | 仙台 都市圏 139万5486人 | 仙台 都市圏 149万2610人 | 仙台 都市圏 155万5691人 | 仙台 都市圏 157万0190人 | 仙台 都市圏 157万4942人 | 仙台 都市圏 161万2499人 |
| 石巻 都市圏 19万4680人   | 石巻 都市圏 21万1991人  | 石巻 都市圏 21万1124人  | 石巻 都市圏 20万7558人  | 石巻 都市圏 22万1282人  | 石巻 都市圏 21万3780人  | 大崎 都市圏 20万5925人  |
| 古川 都市圏 6万5525人    | 古川 都市圏 15万2834人  | 古川 都市圏 16万9858人  | 古川 都市圏 16万9910人  | 古川 都市圏 16万4200人  | 大崎 都市圏 21万0789人  | 石巻 都市圏 19万3051人  |
| 気仙沼 都市圏 10万5626人 | 気仙沼 都市圏 9万4773人 | 気仙沼 都市圏 9万1400人 | 気仙沼 都市圏 8万8685人 | 気仙沼 都市圏 7万8011人 | 気仙沼 都市圏 7万3489人 | 気仙沼 都市圏 6万4988人 |
| 白石 都市圏 4万1275人    | 白石 都市圏 4万2017人   | 白石 都市圏 4万4026人   | 白石 都市圏 5万4338人   | 白石 都市圏 5万2810人   | 白石 都市圏 5万1998人   | 白石 都市圏 4万9049人   |

## 歴史

### 古代

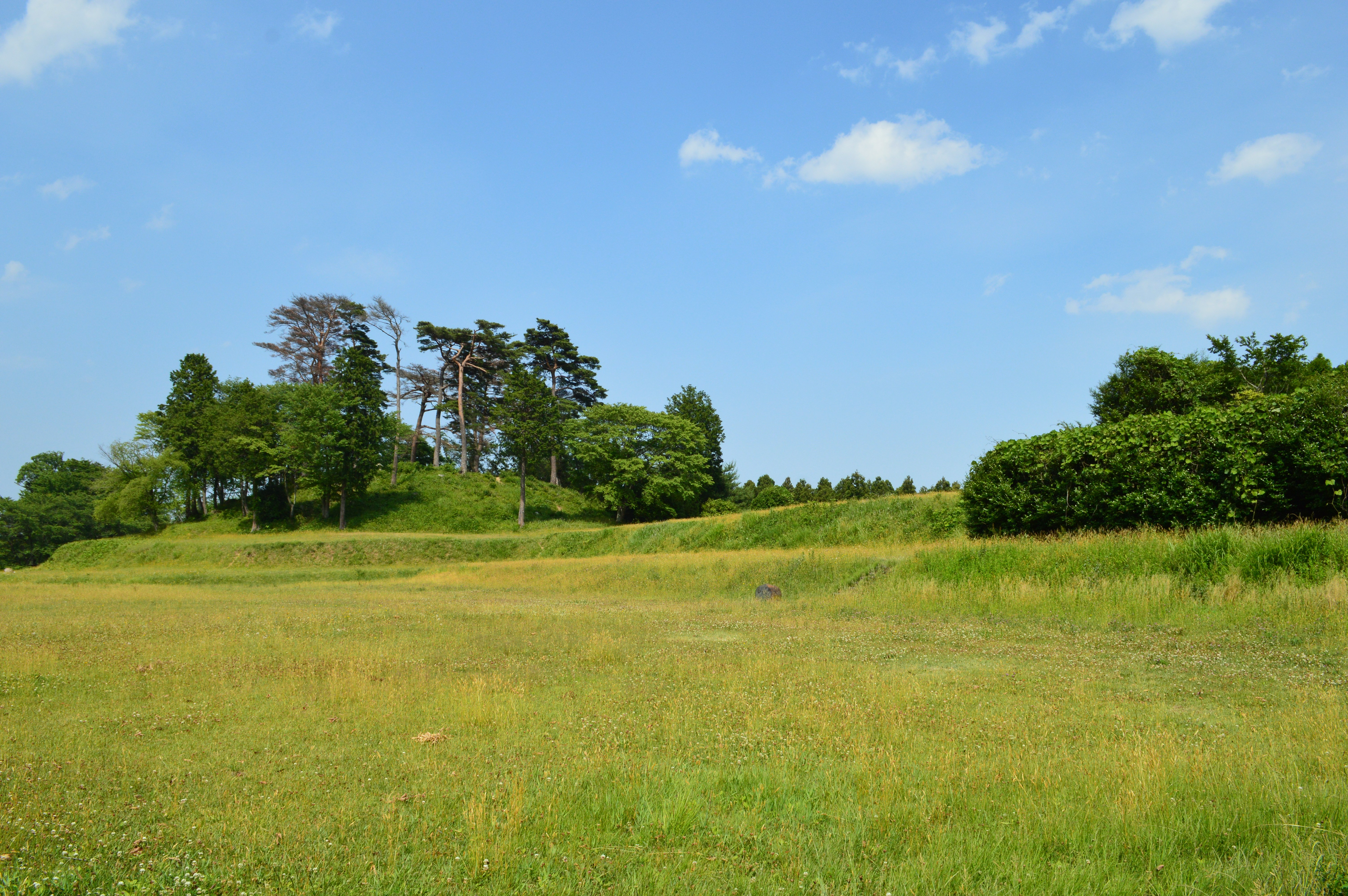
雷神山古墳。写真の右が前方部で、左が後円部。

現在の宮城県の地には、古墳時代からヤマト王権の影響力が及んでおり、雷神山古墳（名取市）や遠見塚古墳（仙台市）などの前方後円墳が造られた。雷神山古墳は東北地方の中では最大の古墳である。古墳時代後期には、厚葬禁止の令に従い、横穴式古墳も多く造られた。
大化元年8月、改新政府は「東国国司」8組を、今後の政治改革遂行のために人口と田地面積の調査、武器の収公などの任務を与え、現在の中部・関東から東北地方南部に臨時的に派遣した。孝徳朝（645年 - 654年）の後半に第2次使者が派遣されて国造制が評制へ転換され、評の上に国が設けられ、国司の前身である国宰が派遣された。この時期に道奥国（みちのおくくに）が設けられた。その領域は、国造制が施行されていた宮城県南端と福島県で、最初に置かれた評は曰理（わたり）、伊具（いぐ）、宇多（うだ）、行方（なめかた）、標葉（しめは）、信夫（しのぶ）、安積（あさか）、岩背（盤瀨；いわせ）、白河、会津の10評。菊多（きくた）、安達（あだち）、耶麻（やま）郡は後に分置された郡で、石城（磐城）評ははじめ常陸国の管轄であった。この10評のうち行方、会津評を除く8評が国造のクニであって、行方評は分割・新置された評。曰理・伊具評が宮城県南端、宇多評以下が福島県域である。道奥国の表記は、後に陸奥国（みちのおくくに）と改められた。

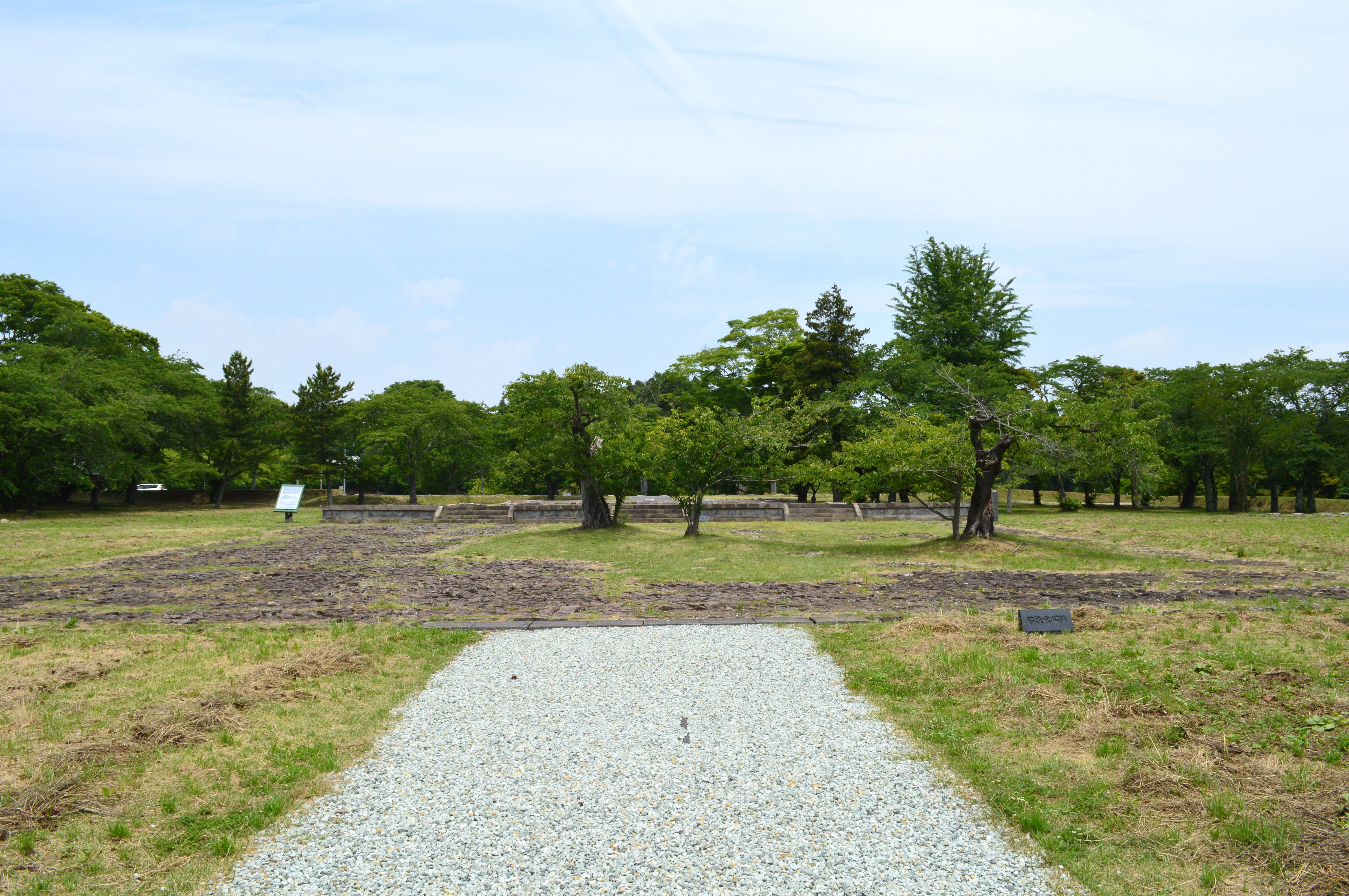
多賀城政庁跡。

最初の陸奥国府と推定される官衙（郡山遺跡）は、現在の仙台市太白区郡山（旧名取郡）に設置された。養老8年/神亀元年（724年）には、多賀城（旧宮城郡）が設置され、現在の宮城県中南部は奥六郡（日高見国）と対峙する軍事・政治の拠点化が進んだ。又、陸奥国分寺・国分尼寺が、現在の仙台市若林区木下周辺（旧宮城郡）に設置された。後に多賀城は、現在の仙台市宮城野区岩切（旧宮城郡）に移転したと考えられているが、遺構は発見されていない。
奈良時代末期から平安時代初期、仙台平野北部・三陸沿岸の蝦夷がたびたび大和朝廷の拠点を襲撃し、三十八年戦争が勃発した。伊治（コレハル、栗原？）を拠点とするアザマロは当初大和朝廷側に帰属し多賀城に出仕していたが、蝦夷への差別に怒って反乱を起こし多賀城を滅ぼした。これをきっかけに胆沢のアテルイ・モレによる抵抗戦争が起こった。11世紀半ば北上平野の俘囚の奥州安倍氏が仙台平野に影響力を拡大し、多賀城の国司と対立した。安倍氏討伐の命を受けた源頼義が下向しても仙台平野の郡司らは中立を守り、苦戦した朝廷軍は仙北の俘囚主清原氏の参戦でようやく安倍氏を滅ぼすことができた。その後12世紀、奥州藤原氏の時代になると、奥州の軍事警察権が平泉に遷り、仙台平野は中央勢力の荘園と在地勢力の自治が混在するようになった。奥州藤原氏の行政権の程度については諸説がある。

### 中世
鎌倉時代には、奥州藤原氏追討の恩賞により、葛西氏などの関東地方の有力氏族や武士たちが守護、地頭として現在の宮城県域に多く入植した。多賀城の留守所長官として陸奥国留守職に任ぜられたのが伊沢家景で、家景の子孫が留守氏を名乗るようになり、代々、陸奥国留守職に任ぜられた。
室町時代に入ると、南北朝の争いが起こったが、足利一族の斯波氏が奥州探題を称して多賀城に入ると、争いは次第に沈静化していった。斯波氏の傍流である大崎氏は奥州管領職に就いた。元中9年（1392年）に奥羽両国が鎌倉府直轄支配下に置かれ、大崎氏の奥州管領権は大きく制約を受けた。大崎氏は応永7年（1400年）に奥州探題となった。

### 戦国時代から江戸時代まで

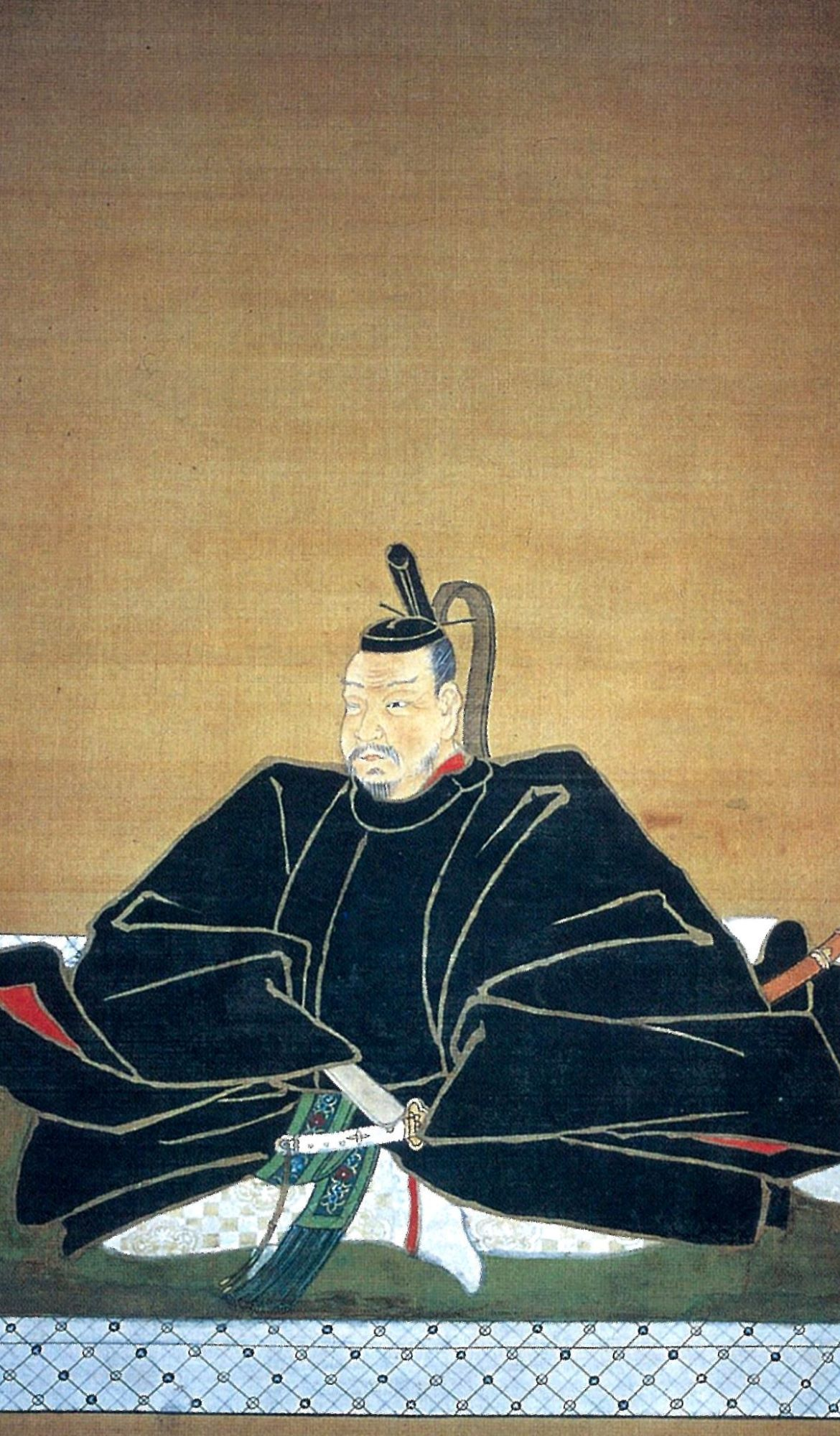
仙台藩祖である伊達政宗の肖像画。

戦国時代になると、南東北の奥羽山脈西側に連なる盆地群に拠点を置く武将たちの勢力が強くなり、大崎氏の権勢は衰退し、最終的に伊達郡・信夫郡（福島盆地）と置賜郡（米沢盆地）を本拠地とする伊達氏の軍門に下った。伊達氏は源頼朝の奥州合戦で功を立てて伊達郡に封じられた関東武士の末裔で、鎌倉時代から伊達郡を中心に勢力を拡大した。
安土桃山時代に戦国大名の伊達政宗は常陸国の佐竹義重や会津地方の蘆名氏らに勝利し、領土を拡大した。しかし、政宗は豊臣秀吉に服属し、秀吉の奥州仕置によって、征服した会津地方などを奪い取られた。政宗は、奥州仕置によって取り潰された葛西氏や大崎氏の旧臣を扇動して、葛西大崎一揆を起こさせたが、この一揆扇動は蒲生氏郷に露見し、政宗は秀吉から一揆の鎮圧を命じられた。政宗は佐沼城から秀吉の家臣・木村吉清を救出して、一揆を鎮圧した。戦後、秀吉は政宗の領地を、それまでの山形県南部、福島県、宮城県南部から、宮城県および岩手県南部へと北へ追いやった。政宗は玉造郡の岩出山城を居城として新しい領地の統治に当たった。秀吉の死後、政宗は徳川家康に接近し、慶長5年（1600年）の会津征伐で家康に協力した。
伊達政宗は、豊臣氏や徳川氏との緊張関係を考慮して、天然の地形が防御に適した青葉山に居城として仙台城を構えた。慶長5年12月24日（1601年1月28日）に城の縄張りを始め、「千代（せんだい）」を「仙臺（仙台）」に改めて、城下町の建設も開始した。伊達氏は伊達郡から置賜郡（米沢）、岩出山、仙台と家臣団や寺社、職人集団を引き連れて移動したため、仙台城下の町や寺社、旧家、職人の家系には、伊達郡を起源とするものが少なくなかった。城下町では冬季の乾燥や季節風対策として、防火林や防風林、防雪林の植樹が奨励された。四ツ谷用水の開削もあって、仙台は多くの居住者を涵養できるようになり、62万石の仙台藩の藩経済を背景に、仙台城下は奥州一の都会となった。江戸中期には実石高は100万石を超え、港町である石巻は江戸（東京都区部）との交易で栄えた。家老の片倉氏は代々白石城（現宮城県白石市）を居城とし、家臣や一族を一国一城令にもかかわらず「要害」と言う特有の制度化で藩内を治めさせた。要害としては涌谷城、岩出山城、金山城、岩沼城、角田城、丸森城、寺池城、佐沼城、宮沢城、高清水城、不動堂城、川崎城、平沢城、船岡城、亘理城、坂本城、岩ケ崎城、滝野館、石森城、米谷城、武田館、宮崎館、宮崎城、千石城、大窪城、吉岡城、宮床館、村田城などがあった。
伊達政宗はスペイン帝国との太平洋貿易を企図し、仙台領内で洋式大型帆船・サン・ファン・バウティスタ号を建造。慶長18年（1613年）、家臣・支倉常長を使節とする慶長遣欧使節団をスペイン王国およびローマ法王庁（バチカン）へ派遣した。使節派遣の目的は、スペイン王国との通商にとどまらず、倒幕のためのスペインとの軍事同盟であったともいわれている。支倉常長はスペイン国王およびローマ法王に謁見した。しかし、徳川幕府が日本国内でキリスト教徒を大弾圧したため、目的は達成されなかった。政宗の死後、仙台藩は、徳川幕府との関係を重視するようになる。
伊達氏は代々「陸奥守」を称し、初代仙台藩祖・伊達政宗以来、東北の雄藩であった。仙台藩は幕末に、幕府の命令で北海道の警護を担当した。このとき会津藩や庄内藩などの東北諸藩も北海道の警護を担当した。仙台藩の警衛地と領地は北海道の約3分の1を占めた。
仙台藩は、慶応4年/明治元年 - 明治2年（1868年 - 1869年）の戊辰戦争の際に、奥羽越列藩同盟の盟主となった。仙台藩は孝明天皇の弟（明治天皇の叔父）・輪王寺宮（のちの北白川宮）を擁立し、輪王寺宮を「東武皇帝」として即位させ、仙台藩主・伊達慶邦は征夷大将軍に就任する予定であったといわれる。しかし奥羽越列藩同盟は薩摩藩と長州藩を主力とする明治新政府軍に敗北し、仙台藩は石高を28万石にまで減らされた。このとき、秩禄が減って困窮した家臣団を救うために、仙台藩は蝦夷地（北海道）への入植を行った。仙台藩は明治新政府と共同で札幌市を開拓したほか、単独で伊達市 などを開拓した。こうして仙台藩は北海道開拓の歴史上に功績を残した。

### 近現代
明治政府が誕生すると、日本は中央集権体制の下に組み込まれたが、東北地方支配の政治的拠点とされた仙台市を中心に発展が始まった。
仙台藩を前身とする仙台県は廃藩置県後も存続し、旧領である登米県、角田県の編入、宮城県への改称、磐前県（現福島県浜通り）、磐井県（現岩手県南部）との管轄区域の変更を経て、明治9年（1876年）、現在の県域が確定した。
仙台には、陸軍の第二師団が置かれ、また東北帝国大学(現在の東北大学)を初めとした高等教育機関が設立された。
一方で、仙台湾の大半が砂浜で臨海工業の適地がなかったため、殖産興業時代から高度経済成長に至るまで、宮城県では第二次産業が発展しなかった。ただし、石巻湾に石巻工業港、仙台湾に仙台港（いずれも掘り込み式）が造られ、工業集積はある程度進んだ。
高度経済成長期ごろから、第二次産業から第三次産業への転換が進むと、東北自動車道や仙台バイパスの建設、および広大な流通団地の建設によって、仙台は東北地方の卸売り商業の中心地、そして支店経済都市として人口が激増し、その他の県内拠点都市も発展した。その後、東北新幹線の開業やモータリゼーション、仙台市の政令指定都市化、バブル景気の影響から、仙台市とその周辺が特に発展して「仙台都市圏」の一極集中が進んだ。

### 年表
- 古墳時代：雷神山古墳や遠見塚古墳が造られる。
- 飛鳥時代：陸奥国の国府（郡山遺跡）が仙台市南部に置かれる。
- 養老8年/神亀元年（724年）：陸奥国の国府と鎮守府が多賀城市に移転する。
- 鎌倉時代:伊沢家景が陸奥国留守職に就任し、その子孫が留守氏を名乗る。
- 応永7年（1400年）：大崎氏が奥州探題となる。
- 天正17年（1589年）:伊達政宗が蘆名氏を滅ぼす。
- 慶長6年（1601年）：伊達政宗が仙台城を築き仙台藩の基礎を築く。
- 慶長18年（1613年）：伊達政宗が家臣・支倉常長らをスペインおよびローマへ派遣（慶長遣欧使節）。
- 慶応4年/明治元年 - 明治2年（1868年 - 1869年）：戊辰戦争で仙台藩が奥羽越列藩同盟を結成し明治新政府と戦う。陸奥国が分割され、仙台藩は陸前国全域と、陸中国・磐城国の一部に渡るようになる。
- 明治元年12月24日（1869年2月5日）：仙台藩が減封され、桃生県、江刺県、涌谷県、白石県、栗原県が分立。
- 明治4年11月2日（1871年12月13日）：第1次府県統合により仙台県と一関県（後に磐井県に改名）が置かれる。
- 明治5年1月8日（1872年2月16日）：仙台県が宮城県に改名。
- 1876年（明治9年）4月18日：第2次府県統合に伴い、磐井県より気仙郡・本吉郡・栗原郡・登米郡・玉造郡を編入し、刈田郡・伊具郡・亘理郡を宮城県から分離して磐前県に編入した。5月25日、気仙郡を分離して岩手県に移管。8月21日、磐前県に編入されていた刈田郡・伊具郡・亘理郡が宮城県に復帰し、現在の県域が確定。
- 1887年（明治20年）：東京・上野と塩釜の間に鉄道が開通する。
- 1889年（明治22年）4月1日：仙台区が市制施行し、仙台市となる。
- 1907年（明治40年）：東北帝国大学が設立される。
- 1933年（昭和8年）：4月1日、牡鹿郡石巻町が市制施行し、石巻市となる。
- 1934年（昭和9年）：極端な冷害により昭和農業恐慌が発生。農村部でも欠食児童が相次ぐ[37]。
- 1941年（昭和16年）11月23日：宮城郡塩竈町が市制施行し、塩竈市となる。
- 1957年（昭和32年）：仙台空港開港。
- 1956年（昭和31年） - 1963年（昭和38年）：財政再建団体の指定を受ける。
- 1959年（昭和34年）：レプトスピラ症（ワイル病）が県内で流行。患者539人のうち23人が死亡[38]。
- 1960年（昭和35年）：チリ地震津波来襲。
- 1971年（昭和46年）：仙台港開港。
- 1978年（昭和53年）：宮城県沖地震が発生。全国の建築基準が大幅改訂（阪神・淡路大震災まで）。
- 1978年（昭和53年）ごろ：仙台市にコンビニエンスストアが初登場。
- 1982年（昭和57年）：東北新幹線開業。
- 1989年（昭和64年/平成元年）：仙台市が政令指定都市に移行。
- 1993年（平成5年）：本間俊太郎宮城県知事と石井亨仙台市長がゼネコン汚職事件で逮捕される。
- 1999年（平成11年）：ベガルタ仙台が日本プロサッカーリーグ（Jリーグ）に加盟する。
- 2003年（平成15年）：三陸南地震発生。
- 2004年（平成16年）：プロ野球球団、東北楽天ゴールデンイーグルスが設立（2005年シーズンから参戦）。
- 2005年（平成17年）：プロバスケットボールリーグ（bjリーグ）の仙台89ERSが設立される。
- 2006年（平成18年）10月10日：ご当地ナンバー（仙台）を導入。
- 2008年（平成20年）6月14日：岩手・宮城内陸地震発生。
- 2010年（平成22年）2月28日：チリ地震津波来襲。
- 2011年（平成23年）3月11日：東北地方太平洋沖地震発生。M9.0（国内観測史上最大かつ過去100年間で世界4番目の規模）を記録する巨大地震となった。この地震で栗原市では震度7を観測し、沿岸部は大津波に襲われた。
- 2016年（平成28年）：G7首脳会合伊勢志摩サミットの開催に合わせ、G7財務大臣・中央銀行総裁会議が仙台市の秋保温泉で行われた。
- 2016年（平成28年）10月10日：黒川郡富谷町が市制施行し富谷市となる。宮城県内では市町村合併を伴わない単独市制移行は45年振り。
- 2017年（平成29年）：宮城県大崎市を中心とする「大崎耕土」が、国連食糧農業機関が認定する世界農業遺産に認定される。
- 2020年（令和2年）：マイナビ仙台レディースが日本女子プロサッカーリーグ（WEリーグ）に加盟する。

- 2023年（令和5年）：G7首脳会合広島サミットの開催に合わせ、G7科学技術大臣会合が仙台市の秋保温泉で行われた[39]。
- 2024年（令和6年）：「ナノテラス」本格運用開始。

## 人口
2022年の国勢調査による宮城県の人口は約228万人である。
1920年（大正9年）には福島県や山形県に次いで東北地方第3位の人口であったが、1925年には山形県を抜いて第2位となった。仙台市の発展もあり、1980年からは福島県を抜いて東北で最も人口の多い県となった。ただし、国勢調査が始まって以来、一貫して伸び続けてきた人口が2003年の推計人口237万1683人をピークに減少に転じた。依然として仙台都市圏の人口は伸びているが、郡部の減少が著しい状況となっている。県庁所在地である仙台市の人口は県全体の約48パーセントを占め、一極集中傾向がある（プライメイトシティ）。この人口集中率は京都府に次ぎ全国第2番目の高さである。
全国平均と比べ、高校卒業から大学・大学院にかけての年代の人口比率が高い傾向がある。これは仙台市に東北大学をはじめとした大学・専門学校が多く存在するため、東北地方だけではなく、首都圏など全国から進学者が集まるためである。また年間の変化としても卒業シーズンの3月にこの年代の人口が減り、入学シーズンの4月に回復するという特徴的なパターンがみられる。
以前は、仙台都市圏とその他の地方の所得格差があったため、仙台市が求職者を吸引して社会増を実現し、毎年1万人程度の人口増があった。同時に仙台市のベッドタウンとなっている周辺自治体の人口増もあった。しかし、1998年ごろから仙台市の社会増の減少が顕著になってきている。周辺自治体は社会増がある。これは、仙台の景気後退を受け、東京と仙台との間の所得格差が開いたために、仙台よりも東京に就職口を求める傾向が出てきたことによる。ただし、高卒の就職口としては仙台が未だ人気があるため、東北地方の他県からの求職者が仙台に集中して競争率が上がり、宮城県内の高校卒業者の就職内定率は東北地方内で最低水準が続いている。

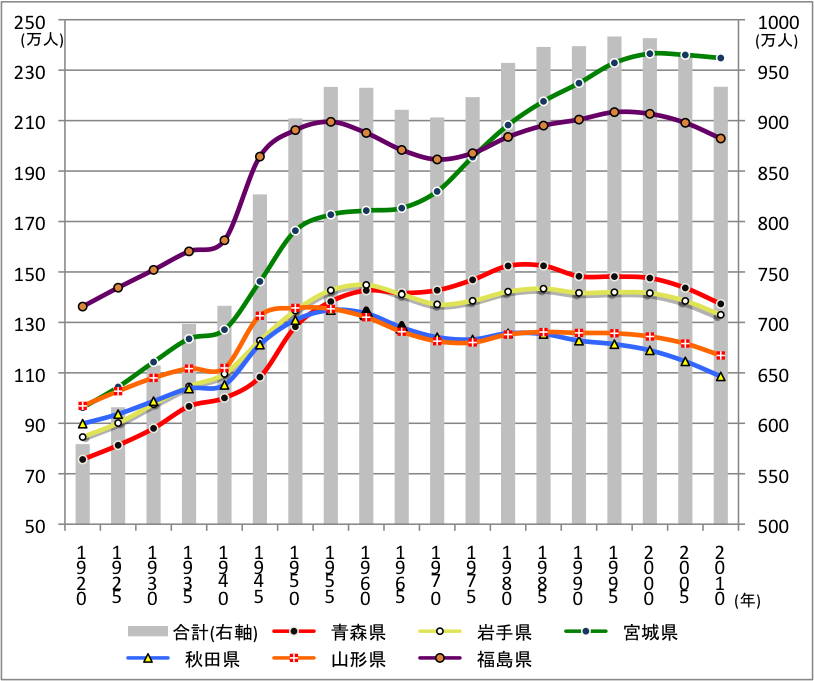
東北地方の国勢調査人口の推移

宮城県市町村人口増減率分布図（2015年度と2020年度国勢調査から算出）
増加
2.5 - 4.99 %
0.0 - 2.49 %
減少
0.0 - 2.5 %
2.5 - 5.0 %
5.0 - 7.5 %
7.5 - 10.0 %
10.0 % 以上

| 増加 2.5 - 4.99 % 0.0 - 2.49 % | 減少 0.0 - 2.5 % 2.5 - 5.0 % 5.0 - 7.5 % 7.5 - 10.0 % 10.0 % 以上 |

| |                                        |  |
| 宮城県と全国の年齢別人口分布（2005年） | 宮城県の年齢・男女別人口分布（2005年） |  |
| ■紫色 ― 宮城県 ■緑色 ― 日本全国 | ■青色 ― 男性 ■赤色 ― 女性              |  |
| 宮城県（に相当する地域）の人口の推移 \| 1970年（昭和45年） \| 1,819,223人 \| \| \| 1975年（昭和50年） \| 1,955,267人 \| \| \| 1980年（昭和55年） \| 2,082,320人 \| \| \| 1985年（昭和60年） \| 2,176,295人 \| \| \| 1990年（平成2年） \| 2,248,558人 \| \| \| 1995年（平成7年） \| 2,328,739人 \| \| \| 2000年（平成12年） \| 2,365,320人 \| \| \| 2005年（平成17年） \| 2,360,218人 \| \| \| 2010年（平成22年） \| 2,348,165人 \| \| \| 2015年（平成27年） \| 2,333,899人 \| \| \| 2020年（令和2年） \| 2,301,996人 \| \| |                                        |  |
| 総務省統計局 国勢調査より |                                        |  |
| 1970年（昭和45年） | 1,819,223人                            |  |
| 1975年（昭和50年） | 1,955,267人                            |  |
| 1980年（昭和55年） | 2,082,320人                            |  |
| 1985年（昭和60年） | 2,176,295人                            |  |
| 1990年（平成2年） | 2,248,558人                            |  |
| 1995年（平成7年） | 2,328,739人                            |  |
| 2000年（平成12年） | 2,365,320人                            |  |
| 2005年（平成17年） | 2,360,218人                            |  |
| 2010年（平成22年） | 2,348,165人                            |  |
| 2015年（平成27年） | 2,333,899人                            |  |
| 2020年（令和2年） | 2,301,996人                            |  |

### 宮城県人口動態
2000年国勢調査をピークに人口減少傾向が続いている。2024年現在は約225万人となっており1990年(平成2年)の人口水準とほぼ同じである。80年代,90年代と人口を伸ばしたが、東北地方で進む急速な少子化や首都圏への人口流失の傾向も高まっており仙台都市圏の人口も近年は頭打ちとなっている。
| 実施年 | 人口（人） | 増減人口（人） | 人口増減率(%) | 国内増減率(%) | 増加率全国順位 |
| ------ | ---------- | -------------- | ------------- | ------------- | -------------- |
| 1960年 | 1,743,195  | -              | -             | -             | -              |
| 1965年 | 1,753,126  | 9,931          | 0.57          | 5.20          | 20位           |
| 1970年 | 1,819,223  | 66,097         | 3.77          | 5.54          | 15位           |
| 1975年 | 1,955,267  | 136,044        | 7.48          | 7.92          | 12位           |
| 1980年 | 2,082,320  | 127,053        | 6.50          | 4.57          | 7位            |
| 1985年 | 2,176,295  | 93,975         | 4.51          | 3.40          | 8位            |
| 1990年 | 2,248,558  | 72,263         | 3.32          | 2.12          | 10位           |
| 1995年 | 2,328,739  | 80,181         | 3.57          | 1.58          | 7位            |
| 2000年 | 2,365,320  | 36,581         | 1.57          | 1.08          | 10位           |
| 2005年 | 2,360,218  | 5,102          | 0.22          | 0.66          | 19位           |
| 2010年 | 2,348,165  | 12,053         | 0.51          | 0.23          | 14位           |
| 2015年 | 2,333,899  | 14,266         | 0.61          | 0.75          | 11位           |
| 2020年 | 2,301,996  | 31,903         | 1.37          | 0.75          | 12位           |

| 実施年    | 仙台市人口(人) | 札幌市人口(人) | 広島市人口(人) | 福岡市人口(人) | 仙台市増加率 | 札幌市増加率 | 広島市増加率 | 福岡市増加率 | 仙台市増加数 | 札幌市増加数 | 広島市増加数 | 福岡市増加数 |
| --------- | -------------- | -------------- | -------------- | -------------- | ------------ | ------------ | ------------ | ------------ | ------------ | ------------ | ------------ | ------------ |
| 1980年    | 792,036        | 1,401,757      | 992,736        | 1,088,588      | -            | -            | -            | -            | -            | -            | -            | -            |
| 1995年    | 971,297        | 1,757,025      | 1,117,117      | 1,284,795      | 22.6         | 25.3         | 12.5         | 18.0         | 179,261      | 355,268      | 124,381      | 196,207      |
| 2010年    | 1,045,986      | 1,914,434      | 1,173,843      | 1,463,743      | 7.7          | 9.0          | 5.1          | 13.9         | 74,689       | 157,409      | 56,726       | 178,948      |
| 2024年8月 | 1,096,522      | 1,968,897      | 1,180,613      | 1,655,753      | 4.8          | 2.8          | 0.6          | 13.1         | 50,536       | 54,463       | 6,770        | 192,010      |
| 1980年比  | 304,486        | 567,140        | 187,877        | 567,165        | 38.4         | 40.5         | 18.9         | 52.1         | -            | -            | -            | -            |

## 政治

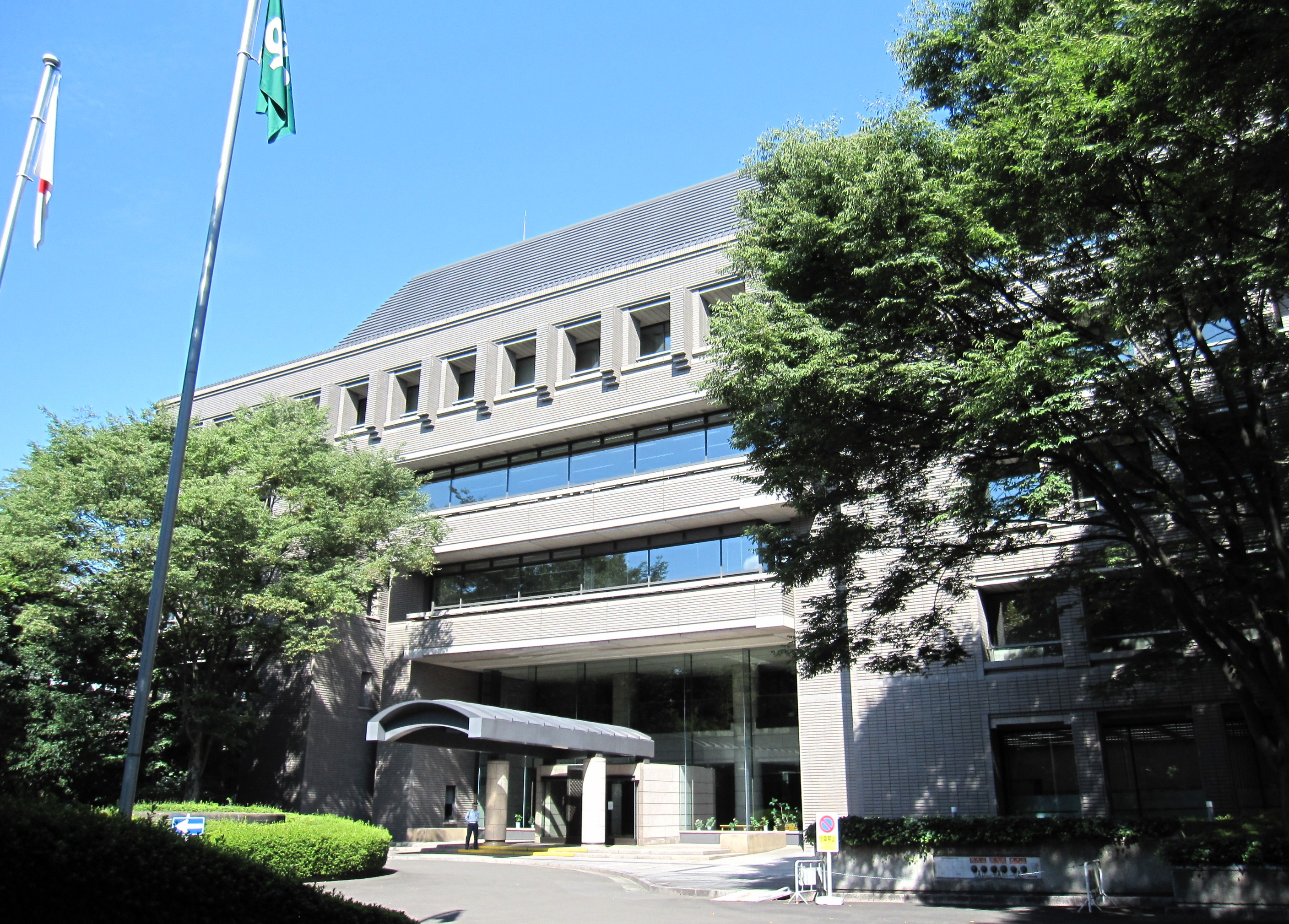
宮城県議会庁舎。

### 県政

#### 歴代宮城県知事（公選）
- 初代 千葉三郎 1947年（昭和22年）4月12日 - 1949年（昭和24年）1月3日
- 2代 佐々木家寿治 1949年（昭和24年）2月25日 - 1952年（昭和27年）10月4日
- 3代 宮城音五郎 1952年（昭和27年）10月5日 - 1956年（昭和31年）10月4日
- 4代 大沼康 1956年（昭和31年）10月5日 - 1959年（昭和34年）1月12日
- 5代 三浦義男 1959年（昭和34年）3月4日 - 1965年（昭和40年）2月8日
- 6代 高橋進太郎 1965年（昭和40年）3月31日 - 1969年（昭和44年）3月27日
- 7代 山本壮一郎 1969年（昭和44年）3月28日 - 1989年（平成元年）3月27日
- 8代 本間俊太郎 1989年（平成元年）3月28日 - 1993年（平成5年）10月4日
- 9代 浅野史郎 1993年（平成5年）11月24日 - 2005年（平成17年）11月20日
- 10代 村井嘉浩 2005年（平成17年）11月21日 -

#### 財政
地方公共団体の財政の健全化に関する法律によると、宮城県は2007年度（平成19年度）決算で165億円の赤字発生であり、2008年度（平成20年度）決算でも同様の状態であれば国に財政健全化策の報告が義務付けられる早期健全化団体に移行。そのため、このままの進度が維持されると財政再生団体に転落する恐れがある。このため、急務な財政改革が求められている。
| 年度       | 経常収支比率 | 実質公債費比率 | 財政力指数                                                   |
| ---------- | ------------ | -------------- | ------------------------------------------------------------ |
| 平成19年度 | 96.5%        | 16.6%          | 0.53 - Iグループ（財政力指数0.5以上、1.0未満）17自治体中16位 |
| 平成18年度 | 93.6%        | 16.2%          | 0.51 - Iグループ（財政力指数0.5以上、1.0未満）16自治体中15位 |
| 平成17年度 | 94.4%        | 16.8%          | 0.48 - IIグループ（財政力指数0.4以上、0.5未満）8自治体中3位  |
| 平成16年度 | 93.8%        | ---            | 0.47 - IIグループ（財政力指数0.4以上、0.5未満）10自治体中4位 |

- 宮城県総務部財政課 による。

## 経済・産業
2018年度（平成30年度）の県内総生産は9兆2560億円である。同年度の県民所得は6兆8191億円であり、一人当たり県民所得は294.5万円である。
第一次産業は、デフレーションによる農産物の価格低迷、水産物の水揚げ高の変動や重油価格の高騰により不況感がある。第二次産業は、工場の統廃合や業界再編の時期が過ぎ、収益性が上がってきている。第三次産業は、ほかの七大都市圏を擁する都道府県と同様に、仙台都心部で仙台市の経済圏を対象とした広域ビジネスを展開する高級消費財を扱う業種、各地域の大型ロードサイドショップが好調なのに対し、商圏が半径数百m程度の最寄品を販売する小規模商店は苦境に立っている。

### 第一次産業

栗原市の水田地帯。

総生産額は1525億円、県内総生産に占める割合は1.6%（2018年）である。
農業については、平野部では米（ササニシキ、ひとめぼれなど）が主であるが、南部の沿岸地域では海洋性気候のため温暖であり、奥羽山脈・阿武隈高地（亘理丘陵）に雪雲が遮られて冬季の晴天率が高いことを利用し、イチゴなどのハウス栽培もおこなわれ、松島丘陵（特に利府町）では梨の栽培が盛んである。鳴子町や蔵王町などの高冷地ではブルーベリーの栽培も行われている。高級和牛牛肉である仙台牛の産地となっており畜産業が盛んである。少量ではあるが日本で唯一、木綿の栽培が行われている。
漁業については、全国有数の水揚げ高を有する漁港がある。松島湾や三陸海岸の入り江では、カキ・ホタテ・ホヤなどの養殖漁業も盛ん。仙台市の沖合い2キロメートル辺りでは海苔の養殖も行われている。県内の主要港は、遠洋漁業（マグロ、以前はクジラも）の基地としても機能しているため、自然と海外との交流をしており、外国人船員も多く立ち寄る。また、かつおを追って北上してくる高知県の船員や、さんまを追って南下してくる北海道の船員も多く立ち寄っており、仙台駅、仙台空港に並ぶ、宮城県の第3の玄関口となっている。東日本大震災後は仙台湾の海底の変化により、ガザミの生息数が急増し2015年には全国1位の漁獲量となっている。以下に、2002年（平成14年）の貝類・海藻類を除く海での漁獲高による全国順位などを示す。
- 5位 石巻港（10.8万トン）：かつお類、いか類、いわし類
- 7位 気仙沼港（8.8万トン）：さんま、かつお類、まぐろ類
- 16位 女川港（4.5万トン）：さんま
- 塩釜港では近海マグロの漁獲高が多い。

### 第二次産業
総生産額は2兆4177億円、県内総生産に占める割合は25.4パーセント（2018年）である。食料品は水産加工品など、電気機械はICなどの電子機械などが主である。石油石炭製品の工場は仙台港周辺に集中立地している。石巻市と岩沼市に大規模な日本製紙の工場がある。

### 第三次産業
総生産額は6兆9323億円、県内総生産に占める割合は72.9パーセント（2018年）。サービス業、卸売小売業共に仙台市を拠点としている。
物販面では、高額商品やファッション性の高い買回品・専門品の販売地として一番町と仙台駅前が求心力を強め、その商圏が仙台市の経済圏の周辺都市圏にまで広がりを見せている。
娯楽・レジャー面では、仙台市都心部や仙台都市圏が供給する文化・スポーツイベントなどの求心力が、仙台市の経済圏に及んでいる。ただし、県内の小規模市町村のみならず仙台市内も含め、最寄品の販売を中心としてきた地元商店街は、郊外型大規模小売店、ロードサイドショップ、スーパーセンターに、価格競争や駐車場などのサービスで敗北して衰退している。
規模の大小があるが、周辺地域から集客する能力のある商業拠点に以下のようなものがある。宮城県内の各地域の商業事情だが、集客力は仙台都市圏が優勢でその他の都市の商業基盤は沈下傾向にある。
仙台市中心部
主要幹線道路にはロードサイドショップや大規模郊外店が集積し、中心部商店街の地盤沈下が危ぶまれたが、高速バスの発達などにより、宮城県内はもとより、山形県や福島県などからも集客が進み、特に一番町ではブランド街化が進んでいる。また、人口の約1パーセント（約1万人）が外国人居住者であるが、大学・専門学校などの教員や学生が多く、ほかの大都市圏のような飲食店や小売業などにおける存在感は希薄である。ただ、韓国料理や東南アジアの料理などにおいて少しずつその存在感は増してきている。
仙台北部
仙台市泉区を東西に貫く七北田川の北岸に泉中央駅、南岸に八乙女駅があり、これらが一体となって仙台の北の拠点を形成している。しかし、七北田川沿いの平地が元々少ない上、市街地指定の土地も少なく、大規模店が進出できる土地が残されていない。泉中央は、もともと車でアクセスするロードサイド店型の店舗形態が優勢であったが、狭い土地であるために渋滞が激しく、ロードサイド店型の出店形式が合わない地区に変化した。このあおりで、ダイエー仙台泉店は広大な駐車場を持ちながらも業績が悪化して閉店に追い込まれた。一方、泉中央には、地下鉄のターミナル駅の泉中央駅があるため徒歩移動している人が比較的多いこと、低層であるがオフィスビルが集中していること、ベガルタ仙台のホームスタジアムである仙台スタジアムがあり、試合前後に2万人近い観客が集中すること、などにより飲み屋街も形成されて都市機能の集積が進み、駅前立地型の大規模店は生き残っている。このような泉中央の事情により、泉中央の郊外といえる商業地が形成されている。それは、国道4号バイパスの内側にある泉中央に対し、バイパス沿いまたは外側にある富谷市や泉区松陵地区の幹線道路沿いのロードサイドショップ群であり、富谷市には、シネマコンプレックスなどを併設した郊外大規模店も進出した。なお、泉中央とその郊外という小都市圏の形成によって、仙台市都心部と泉中央を結ぶ旧国道4号（県道仙台泉線）沿いのロードサイドショップは集客力を大きく減らし、閉店したり業績悪化に見舞われ、現在はマンションへの建て替え傾向が強い。また、富谷市の更に北に隣接する大和町に、日系ブラジル人の増加がやや見られるが、商業にインパクトを与えるほどにはなっていない。
仙台北東部
仙台 - 松島の間には、国道4号バイパス沿いに仙台市が設定したグリーンベルト地区（稲作地保全地区）と、流通・工業地指定された卸町・扇町・六丁の目があり、住宅建設や商業（車関係以外）がほとんどできない広大な地域が南北に横たわっている。このような自然障壁ならぬ条例障壁によって、仙台都市圏北東部は、仙台市都心部から見て、商業・住宅の「飛び地」となっている。都心と「飛び地」および松島方面とを結ぶ道路には、一般道の国道45号・利府街道・産業道路、および、高速道路の三陸道などがあり、並走している。その内、仙台 - 松島間を最短で結ぶ利府街道は、旧来から都市機能が集積している仙台市宮城野区北東部 - 多賀城 - 塩竈のバイパス機能を持ち、三陸道・仙台北部道路・仙台東部道路などの高速道の結節点としての機能や、宮城スタジアムを中心とした大規模集客施設の玄関となって地位が上がった。また、利府町の丘陵地が開発されて仙台のベッドタウンとなり、人口が増加して商業の集積が進んだ。利府街道沿いは、市街地化が制限された農地に指定されているため、沿道をロードサイド店舗が埋める形ではなく、市街地指定の利府町中心部に大規模店やロードサイド店などが集中立地している。なお、近年、工業・流通地区指定が解除され始めた仙台港後背地（宮城野区北東部 - 多賀城市 : 産業道路沿い）の大規模区画にも次々と郊外大規模小売店が出店しており、国道45号沿いとともに「飛び地」内で三つ巴の過当競争状態になりつつある。
仙台南部
仙台都心部の南には長町地区があるが、都心に近接する北の北仙台地区と同様に、マンション地区となっている。距離的には北仙台と長町が都心と同じ位置にあるが、歴史的な経緯や旧国道4号の走行の違い、背景人口の違いによって発展が異なった。また、国道286号バイパス沿いの市街化調整区域が市街化区域に変更された。同じ広域拠点である泉中央のような業務機能の集積は少ないが、長町は商業中心の1つとして機能し、北仙台とは異なった道を歩んでいる。近年の動きとして、長町駅東側の再開発「あすと長町」によって長町の拠点としての機能充実が期待されるのと同時に、仙台空港線の駅前開発が活発化してきている。特に、杜せきのした駅前には「イオンモール名取」が開業し、泉中央の同心円状の小都市圏とは異なって、鉄道・自動車交通をインフラとした長細いレールサイド・ロードサイド商業圏に収斂しつつある。
塩竈市
仙台市の外港として発展した塩竈の中心市街地は、以前は「飛び地」の中心であったが、車でのショッピングが便利な利府町、多賀城市、仙台港後背地にある郊外大規模小売店などにおされ気味である。ただし、中心市街地には安くて美味しいと評判の寿司店が多く、松島観光の客のみならず、仙台など広域から集客している。
大崎市
2006年（平成18年）3月に、古川市とその周辺の6町が合併して、大崎市が発足した。県北部の中心都市として、古川駅周辺の中心部商店街が存在しているが、商圏が広域であるため、国道4号バイパス沿いなどのロードサイド店の方に勢いがある。古川地区は仙台都市圏以外で人口の増加が見られる県内では数少ない地域の一つであり、商業機能の面では石巻都市圏を凌ぐ勢いの時期もあった。ただ、仙台方面への新幹線や高速バスでの通勤通学者や買い物客も多く、特に中心商店街の再活性化が課題である。また市域南東部の鹿島台商圏は1997年（平成9年）に開店したロックタウン鹿島台が中心となり、やや広域を対象としたチェーン店では古川・鹿島台の市内2ヶ所に開店させた事例が目立つ。しかしながら2006年（平成18年）発行の宮城県「消費購買動向調査報告書」によると、旧鹿島台町は商圏の基準を満たさず、商圏中心都市の座を降りることとなった。なお鹿島台・松山地域においては仙台方面への東北本線での通勤通学者や買い物客も多い。
佐沼（登米市）
周辺は人口密度が希薄な地帯であるが、飲食店の集積率が高く、一通りの買い回り品は揃う。そのため、登米市の中心市街地として市内および岩手県南からの客も集める。ただし、ロードサイド店が限定的であるため、近年の三陸沿岸道路の延伸後は買い物客の圏外流出（石巻や仙台）が顕著となり、同時に旧市街地の集客力も低下している。
築館（栗原市）
国道4号沿いのロードサイドショップが優位。古川への依存傾向がある。
気仙沼市
港地区の旧市街地と、気仙沼市立病院（旧：公立気仙沼総合病院）を中心とした新市街地とがある。岩手県三陸南部の諸都市とともに独自の商圏を形成している。域外の依存する商圏は、一関市（岩手県南西部）と仙台市。
石巻市
県東部の中心都市としての役割を担っている。昔は、駅前にさくら野百貨店石巻店があったが、2008年4月27日に閉店したため、近年ではバイパス沿道のロードサイドショップの方が優勢である。工業の業績改善傾向による消費意欲の増大や、三陸沿岸道路の整備による商圏の広域化のため、大規模小売店の集積傾向が強くなり、買い物客の域外流出傾向から流入傾向に変化しつつある。特に石巻河南インターチェンジ周辺、蛇田地域では近年急速な発展を続けており、県内では仙台周辺地域に次ぐ商業機能を持つ。また、猫島として有名な田代島や石ノ森萬画館などの多くの観光施設を有する。
大河原町
消費購買動向調査（平成20年）によると、大河原町の商業は一次商圏に村田町・大河原町・蔵王町・川崎町・角田市・白石市、二次商圏に柴田町・丸森町、三次商圏に七ヶ宿町を擁し、仙南圏の全市町に影響を及ぼす地域型商圏を維持していることが明かになった。前回調査（平成17年）と比較すると、商圏範囲は変動がなく2市7町をそのまま継続。商圏人口は常住人口の減少で192,879人から188,313人に減少。吸引人口は蔵王町・白石市・村田町・柴田町・丸森町・角田市・大河原町からの吸引率が上昇して64,960人から74,807人に増加。買回品の地元購買率は65.0パーセントから67.8パーセントに上昇している。このことから、大河原町の商業は仙南圏での勢力を拡大して拠点性を強めていると考えられる。大河原は仙南圏を管轄する国や県の出先機関が多い役所の町で、中心街の本町・中町および大河原駅前は商店街になっている。しかし現在、中心街の商業活動は低落し、商業地としての活況は大規模店や中規模店が建並ぶ国道4号および県道亘理大河原川崎線沿道の新市街へ完全移動している。主な大型店としては、県道亘理大河原川崎線沿道に映画館とボウリング場を併設した仙南圏最大の大型店フォルテ（核店舗 ヨークベニマル）、国道4号沿道に全棟独立タイプの さくらショッピングセンター（核店舗 ケーヨーデイツー、みやぎ生協）があり、その他にも家電量販店など買回性の強い店舗が多数立地している。これらの店舗は、東端のフォルテと西端の さくらショッピングセンターを結ぶ4キロメートル区間に集中し、ロードサイドショップが連なる国道4号沿道は仙南圏で随一の商業ゾーンになっている。この商業ゾーンの特徴の一つに、飲食店の多さを挙げることができる。消費購買動向調査によると、村田町民の63.8パーセント、蔵王町民の63.4パーセント、角田市民の40.6パーセントが大河原町内で「家族連れ外食」を楽しんでいるという。しかし、大河原町自体の買回品購買は仙台市・名取市に流出する傾向があり、両市の三次商圏に組み込まれている。なお、フォルテ周辺には仙南芸術文化センター・町総合体育館・仙南広域消防本部・大河原警察署・みやぎ県南中核病院があり、商業以外の面でも仙南圏の拠点ゾーンとなっている。平成19年商業統計調査による大河原町の年間小売販売額は3,949,889万円。それを大河原町の人口23,444人（平成19年10月推計人口）で除した「1人当たりの年間小売販売額」は168万円で、県平均の108万円を大きく上回って突出している。
白石市
消費購買動向調査（平成20年）によると、白石市の商業は一次商圏に七ヶ宿町・白石市、三次商圏に蔵王町を擁し、小規模な地区型商圏を維持していることが明かになった。前回調査（平成17年）に比べて商圏範囲は1市3町から1市2町に減少。商圏人口は72,888人から54,012人に減少。吸引人口は25,179人から17,591人に減少。買回品の地元購買率も50.7パーセントから38.5パーセントに低下して、商勢力は大きく縮小している。その要因として、丸森町の商圏離脱、大河原町と名取市への流出率増加、商圏範囲の常住人口減少がある。休日を中心に福島ナンバーの自動車がかなりみられる。伊達市・桑折町・国見町には大型商業施設、郊外型店舗が集積している地区が存在しないこと、福島市より距離が近いことなどから流入していることが考えられる。みやぎ生協白石店では福島県在住者に対して組合員（メンバー）加入を呼び掛けており、マルホンカウボーイにおいても大震災から復興を宮城県民とともに福島県民にも呼びかけた掲示物を掲げていた。白石は江戸期の城下町から発展した小都市で、中心街の東北本線白石駅前通は長年にわたって仙南圏の最高路線価を保持し、中町から長町にかけては仙南圏で唯一のアーケード商店街になっている。このように白石の中心街は仙南圏で最も繁華な商業地だった面影を随所に残しているが、今は仙南圏をカバーする商業拠点を大河原町に譲り渡しているのが実情である。現在、白石市の商業地は中心街から1.5キロメートルほど離れた大平森合地区の国道4号沿道に移動している。主な大型店としては、国道4号沿道にアムザショッピングタウン（核店舗 マルホンカウボーイ・ケーヨーデイツー）・セラビ（核店舗 みやぎ生協・ジャスト）があり、国道4号と中心商店街の中間には片倉ショッピングセンター（核店舗 ヨークベニマル）が出店している。国道4号沿道はアムザとセラビを核に800mにわたって郊外型店舗が連続する商業ゾーンだが、2007年（平成19年）にはアムザに入居していたベスト電器が閉店。白石市は角田市とともに家電量販店のない市となった。市内唯一の家電量販店の閉店は市民にとって少なからず衝撃で、「市民が選んだ平成19年10大ニュース」の3位にランクインしている。同じく2007年（平成19年）、アーケード商店街に立地して中心街の核店舗となっていたスーパーのヤオチュウ本店も閉店している。七ヶ宿町と蔵王町を商圏に取込み、その商圏の中心市に位置付けられている白石市だが、家電、スポーツ用品など買回品の購買を大河原町などに流出させ、大河原町の一次商圏および仙台市・名取市の三次商圏に組込まれている。平成19年度に国が実施した商業統計調査による白石市の年間小売販売額は3,597,800万円。それを白石市の人口39,492人（平成19年10月推計人口）で除した「1人当たりの年間小売販売額」は91万円で、県平均の108万円を下回っている。
柴田町
消費購買動向調査（平成20年）によると、柴田町の商業は一次商圏に柴田町、三次商圏に村田町・角田市を擁しているが、前回調査（平成17年）に比べて商圏範囲は1市4町から1市2町に減少。商圏人口は122,911人から83,995人に減少。吸引人口は25,963人から15,570人に減少。買回品の地元購買率も44.6パーセントから32.5パーセントに低下して商勢力は大きく縮小している。その要因には、大河原町と蔵王町の商圏離脱、名取市と大河原町への流出率増加、商圏範囲の常住人口減少がある。なお、同調査の結果報告書は、商圏中心市区町村であるための要件（買回品の地元購買率が30パーセント以上の市区町村で、一次商圏又は二次商圏に該当する市区町村を一つ以上有するもの）を満たしていないとして、柴田町を商圏中心町から外している。柴田町の船岡は江戸期に小さな城下町（要害）であったが、1939年（昭和14年）に海軍火薬廠が設置されて急速に人口を増やした新しい町でもある。銀座通、船岡駅前通が中心街に相当するが、概して中心商店街の形成が未成熟のまま商業の郊外化時代に突入した観がある。1980年（昭和55年）、開通したばかりの国道4号沿道に 当時としては超大型のショッピングセンター サンコア（現在は イオン）がオープン。サンコアの開店で仙南圏の商圏は激変し、商業拠点は白石市から柴田町へ移った。しかし1994年（平成6年）、サンコアの2倍規模で大河原町にフォルテがオープンすると、今度は柴田町から大河原町に商業拠点が移動し始めた。主な大型店にサンコア（核店舗 ジャスコ）、柴田東ショッピングセンター（核店舗 マックスバリュ、ホーマック）、柴田ショッピングプラザ（核店舗 ヨークベニマル）があるが、立地場所が飛び飛びで集中性に欠けている。さらに2009年（平成21年）10月、サンコアが倒産して すべての専門店が閉店。キーテナントだったジャスコが施設全体を使用し営業するようになった。このような中、柴田町で最も商業ゾーンらしい景観を呈しているのは、イオンを核とする国道4号沿道の1.5キロメートル区間であるが、家電・紳士服などの専門店は立地しておらず、買回品の購買は大河原町などへの流出がみられ、大河原町、名取市、仙台市の二次商圏に組込まれている。平成19年商業統計調査による柴田町の年間小売販売額は3,430,161万円。それを柴田町の人口39,809人（平成19年10月推計人口）で除した「1人当たりの年間小売販売額」は86万円で、県平均の108万円を下回っている。
角田市
消費購買動向調査（平成20年）によると、角田市の商業は一次商圏に丸森町、二次商圏に角田市を擁しているが、買回品の地元購買率が29.5パーセントと低率なため、同調査の結果報告書は角田市を商圏中心市から外している。前回調査（平成17年）と比較すると、商圏範囲は変動がなく1市1町をそのまま継続。商圏人口は50,677人から48,945人に減少。吸引人口は17,570人から14,619人に減少。買回品の地元購買率も34.5パーセントから29.5パーセントに低下して商勢力を縮小している。その要因として、名取市、大河原町への流出率増加および商圏範囲の常住人口減少がある。角田は江戸期の小さな城下町（要害）から発展した小都市で、中心街の本町・仲町・天神町・田町などの商店街は、狭いながらも歩道が整備され、街路灯が設置され、仙南圏では白石に次ぐ第二の商業地であった昔を景観の中に残している。しかし現在、中心街の集客力は凋落し、商業地としての活況は郊外型店舗が並ぶ国道113号沿道の新市街へ移動している。主な大型店に角田ショッピングセンター（核店舗 ヨークベニマル・コメリ）などがあり、集客力の強い角田ショッピングセンターが立地する国道113号沿道は、1キロメートルにわたって郊外型店舗が並ぶ商業ゾーンになっている。しかし、家電、パソコン、家具、インテリア用品、スポーツ用品、レジャー用品などの文化品を扱う店舗が乏しく、買回品の購買は大河原町などへ流出し、大河原町の一次商圏、名取市の二次商圏、仙台市および柴田町の三次商圏に組み込まれている。また、角田市の特徴に「家族づれ外食」の地元支持率の低さがある。大河原町民の69.2パーセントが大河原町内、白石市民の40.9パーセントが白石市内、柴田町民の27.4パーセントが柴田町内を「家族づれ外食」の場にしているが、角田市内を「家族連れ外食」の場にする角田市民は16.5パーセントに過ぎない。角田市には自動車用部品製造のケーヒンなどが立地し工業出荷額は仙南圏で最高である。平成19年商業統計調査による角田市の年間小売販売額は2,473,111万円。それを角田市の人口32,968人（平成19年10月推計人口）で除した「1人当たりの年間小売販売額」は75万円で、県平均の108万円を下回っている。

### 指定金融機関
- 指定金融機関 - 七十七銀行
- 指定代理金融機関 - 仙台銀行

## 生活

### 警察
- 宮城県警察

### 医療・福祉
- 災害拠点病院
  - 宮城県災害拠点病院
- 保育所
  - 宮城県保育所一覧

### マスメディア

#### 新聞
- 石巻日日新聞
- 大崎タイムス
- 河北新報
- 三陸新報
- 城洋新聞
- 仙北郷土タイムス

このほかに全国紙の支局がある。なお産経新聞は2006年（平成18年）夏ごろまで県域版を連載していたが、紙面構成の見直しで県域版を廃止。東北6県版として掲載されている。

#### テレビ局
- 地上波放送局
  - NHK仙台放送局（リモコンキーID：総合3、教育2）
  - 東北放送 (tbc)（JNN系列、リモコンキーID：1）
  - 仙台放送 (OX)（FNN系列、リモコンキーID：8）
  - 宮城テレビ放送 (ミヤギテレビ、MMT)（NNN系列、リモコンキーID：4）
  - 東日本放送 (khb)（ANN系列、リモコンキーID：5）

"テレビ局舎外観"
- NHK仙台放送局
（仙台市青葉区）
- 東北放送 (tbc)
（仙台市太白区）
- 仙台放送 (OX)
（仙台市青葉区）
- ミヤギテレビ (MMT)
（仙台市宮城野区）
- 東日本放送 (khb)
（仙台市太白区）

- ケーブルテレビ局
  - 宮城県のケーブルテレビ局を参照。

#### ラジオ局
NHK仙台FM・エフエム仙台の親局送信所はデジタルテレビ各局と同じ大年寺山に置かれているが、東北放送の補完FM局送信所は2kmほど離れた同社本社内に設置されている。
- AMラジオ局
  - NHK仙台放送局
  - TBC東北放送（JRN・NRN系列）
- FMラジオ局
  - エフエム仙台 (Date fm)（77.1 MHz JFN系列）
  - NHK仙台放送局 NHK-FM (82.5 MHz)
- コミュニティFMラジオ局
  - 仙台都市圏
    - ラジオ3（仙台市青葉区 76.2 MHz J-WAVEを配信）
    - Rakuten.FM TOHOKU（仙台市宮城野区 89.1 MHz ほぼ自社制作のみ）
    - エフエムたいはく（仙台市太白区 78.9 MHz ミュージックバードを配信）
    - FMいずみ（仙台市泉区 79.7 MHz J-WAVEを配信）
    - BAY WAVE（塩竈市 78.1 MHz J-WAVEを配信）
    - FMいわぬま（岩沼市 77.9 MHz ミュージックバードを配信）
    - FMあおぞら（亘理町 79.2 MHz 自社制作のみ）

  - 三陸・県北
    - ラジオ石巻（石巻市 76.4 MHz J-WAVEを配信）
    - OCR FM 835（大崎市 83.5 MHz ミュージックバードを配信）
    - H@!FM（登米市 76.7 MHz J-WAVEを配信）
    - ラヂオ気仙沼　ぎょっとエフエム（気仙沼市 77.5 MHz J-WAVEを配信）

## 教育
大学
国立
- 東北大学（仙台市青葉区）
- 宮城教育大学（仙台市青葉区）

公立
- 宮城大学（黒川郡大和町・仙台市太白区）

私立
- 石巻専修大学（石巻市）
- 尚絅学院大学（名取市）
- 仙台白百合女子大学（仙台市泉区）
- 仙台大学（柴田郡柴田町）
- 東北医科薬科大学（仙台市青葉区）
- 東北学院大学（仙台市青葉区）
- 東北工業大学（仙台市太白区）
- 東北生活文化大学（仙台市泉区）
- 東北福祉大学（仙台市青葉区・宮城野区）
- 東北文化学園大学（仙台市青葉区）
- 宮城学院女子大学（仙台市青葉区）

通信制大学

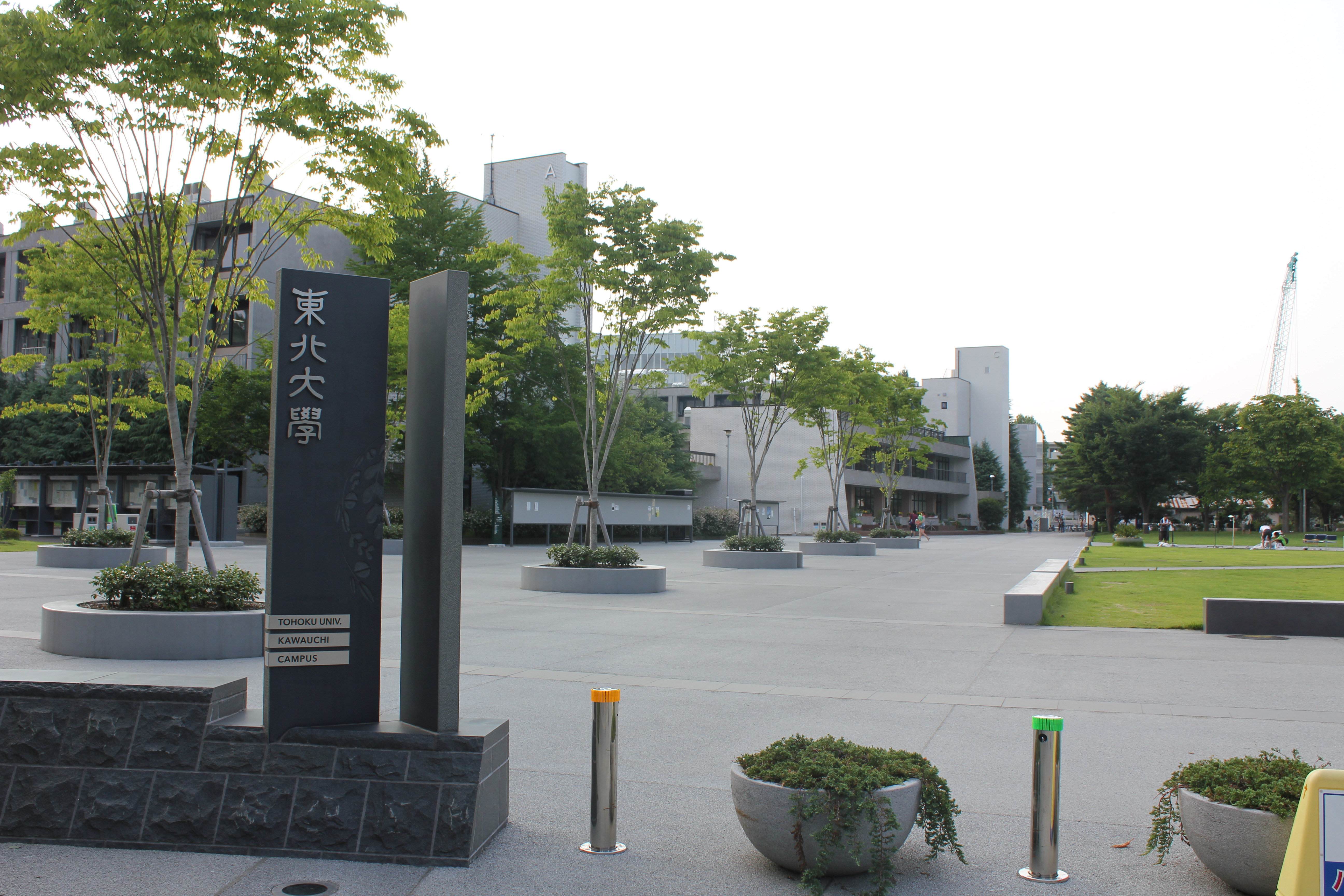
東北大学の川内キャンパス。

- 放送大学 宮城学習センター（仙台市青葉区）

短期大学
私立
- 聖和学園短期大学（仙台市泉区）
- 仙台青葉学院短期大学（仙台市若林区）
- 仙台赤門短期大学（仙台市青葉区）
- 東北生活文化大学短期大学部（仙台市泉区）
- 宮城誠真短期大学（大崎市）

高等専門学校
- 仙台高等専門学校（仙台市青葉区・名取市）

専修学校
- 宮城県専修学校一覧

特別支援学校
- 宮城県特別支援学校一覧

高等学校
- 宮城県高等学校一覧

中学校
- 宮城県中学校一覧

小学校
- 宮城県小学校一覧

幼稚園
- 宮城県幼稚園一覧

文部科学省認可外の教育施設
- 仙台バプテスト神学校
- ルーテル同胞聖書神学校

## 交通

### 鉄道

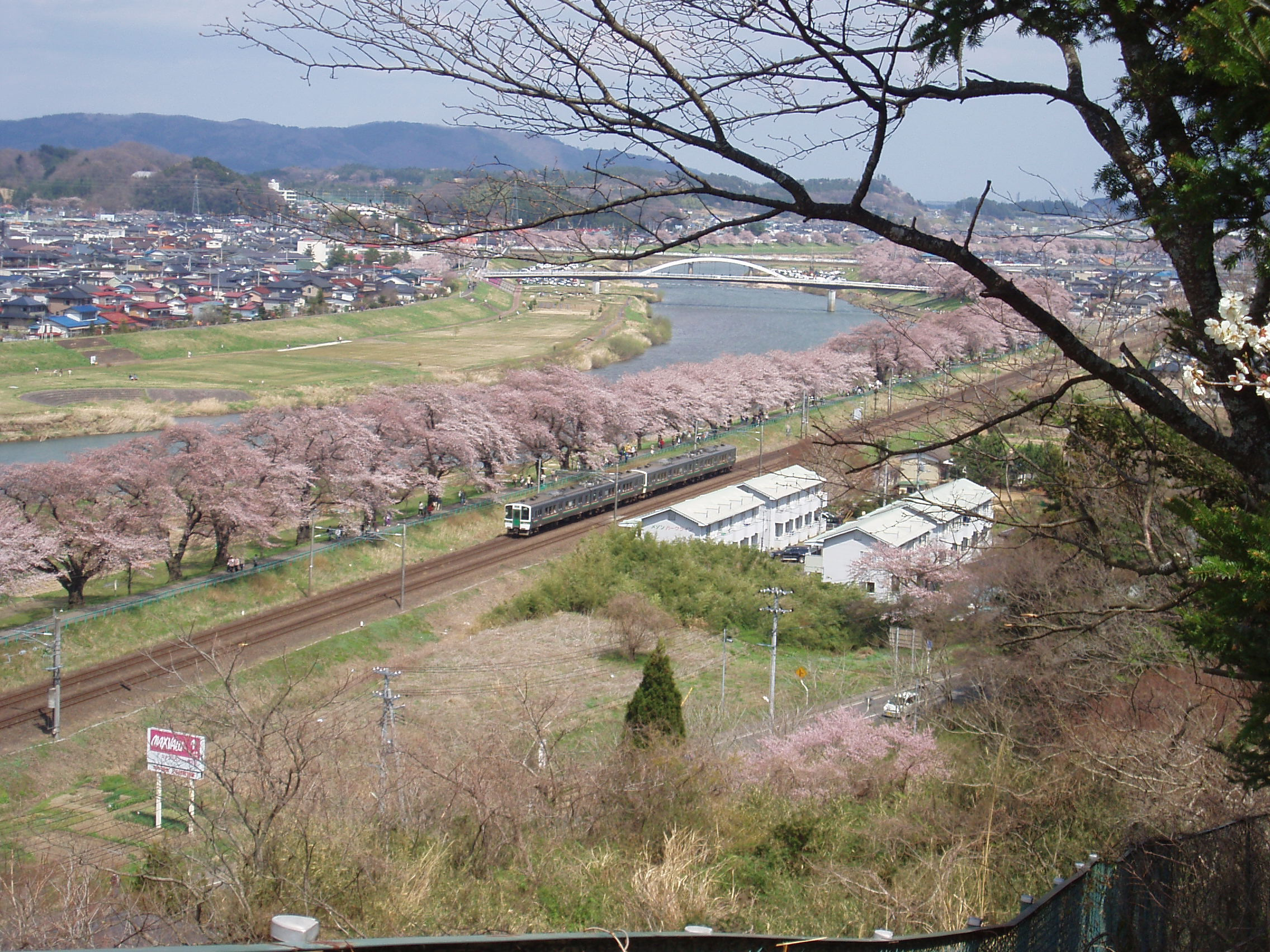
東北本線の大河原駅と船岡駅の間を走る列車。

東日本旅客鉄道（JR東日本）：東北新幹線、東北本線が南北に縦貫しており、そこから各方面へ路線が延びる。
- 東北新幹線
- 東北本線
- 仙山線
- 常磐線
- 石巻線
- 陸羽東線
- 気仙沼線
- 大船渡線
- 仙石線・仙石東北ライン

#### 公営交通路線
- 仙台市交通局
  - 地下鉄南北線
  - 地下鉄東西線

#### 第三セクター鉄道
- 阿武隈急行阿武隈急行線
- 仙台空港鉄道仙台空港線
- 仙台臨海鉄道（貨物線）
  - 臨海本線
  - 仙台埠頭線
  - 仙台西港線

#### 私鉄路線
私鉄として1925年（大正14年）より宮城電気鉄道が存在したが、1944年（昭和19年）に国有化され国鉄仙石線となった。また、くりはら田園鉄道の前身である栗原電鉄は私鉄であったが、1995年（平成7年）に第三セクター鉄道となり、2007年（平成19年）に廃止された。現在は宮城県内に私鉄の路線はない。過去に宮城県内に存在した、その他の主な私鉄は以下の通り。
- 仙北鉄道
- 仙台鉄道
- 仙南温泉軌道
- 秋保電気鉄道
- 角田軌道
- 増東軌道
- 金華山軌道
- 松島電車
- 松山人車軌道

### バス

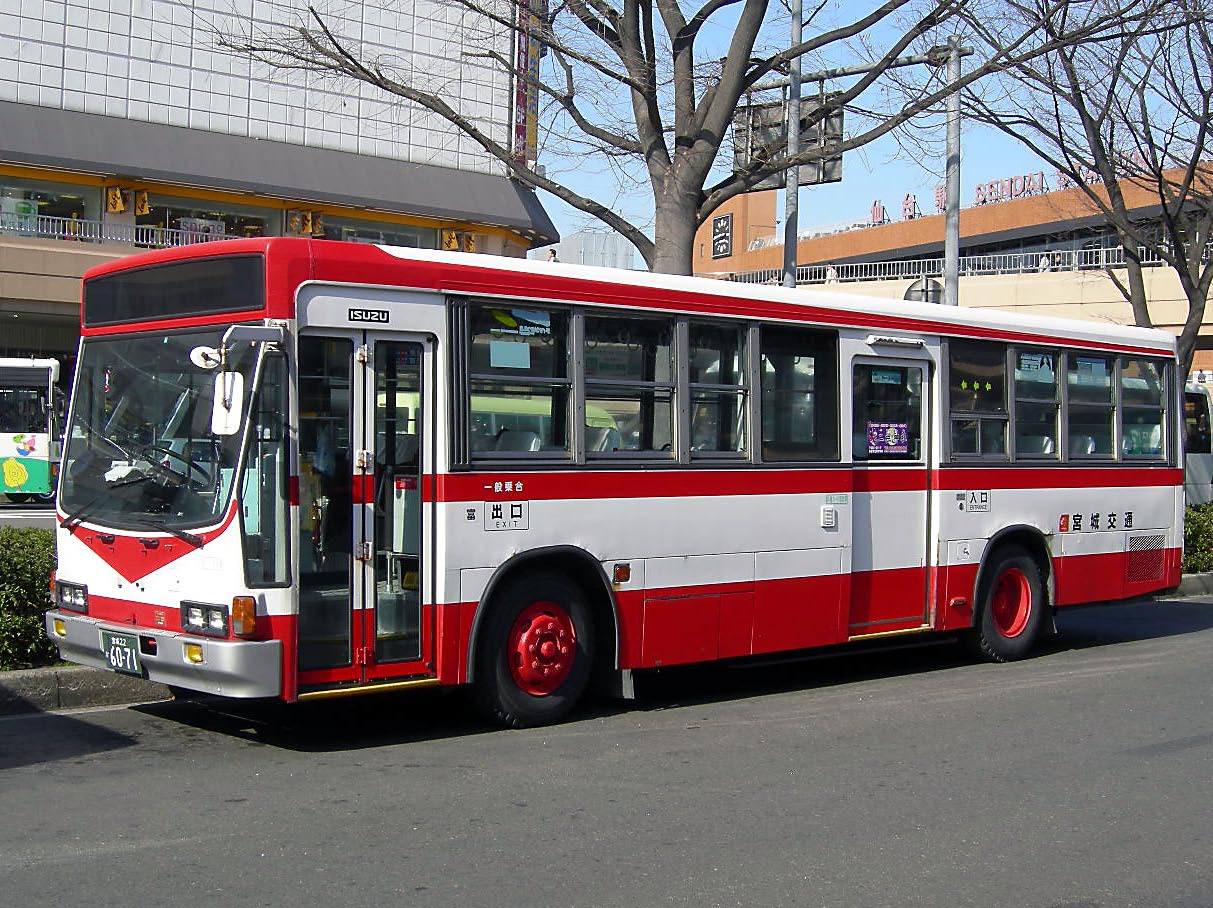
宮城交通の車両。

宮城交通が全県をカバーしてきたが、近年、郡部路線を子会社（ミヤコーバス）化し、かつ郡部主要拠点から仙台への高速（特急）バス化に力を入れている。仙台市内は仙台市交通局と宮城交通がエリアを分けて運行されている。一方、仙台を起終点とする昼行・夜行高速バスが充実してきており、県外への路線開設は主に宮城交通（宮城交通仙台高速バスセンター・広瀬通沿いの東京建物仙台ビルに所在）とJRバス東北（仙台駅東口）が主導している。
- 仙台市交通局 - 仙台市域の路線バス
- 宮城交通 - 高速バス・仙台市とその周辺の路線バス
  - ミヤコーバス（子会社） - 高速バス・それ以外の郡部全域の路線バス
- 東日本旅客鉄道（JR東日本） - 気仙沼線BRT・大船渡線BRT
- JRバス東北 - 高速バス
- 東日本急行 - 高速バス
- 愛子観光バス - 路線バス
- 山交バス - 高速バス・特急バス
- 岩手県交通 - 高速バス・気仙沼市域の路線バス
- 福島交通 - 高速バス

この他、地元市町村の直営・民間委託でコミュニティバスとして運営している地域もある。

### 道路

鳴子峡に架かる国道47号の大深沢橋。

「都道府県別1キロメートル当たり渋滞損失額」で全国9位 となっており、特に仙台都市圏での道路整備が遅れている。

#### 高速道路
- 高速自動車国道
  - E4 東北自動車道
  - E48 山形自動車道
  - E6 常磐自動車道
- 高速自動車国道に並行する一般国道自動車専用道路
  - E6 仙台東部道路
  - E6 仙台北部道路
- 国土交通大臣指定に基づく高規格幹線道路（一般国道の自動車専用道路）
  - E6 / E45 三陸沿岸道路
- 地域高規格道路
  - E48 仙台南部道路

#### 一般道路
| - 国道4号 - 国道6号 - 国道45号 - 国道47号 - 国道48号 | - 国道108号 - 国道113号 - 国道284号 - 国道286号 | - 国道342号 - 国道346号 - 国道347号 - 国道349号 | - 国道398号 - 国道399号 - 国道456号 - 国道457号 |

- 宮城県の県道一覧

### 航空

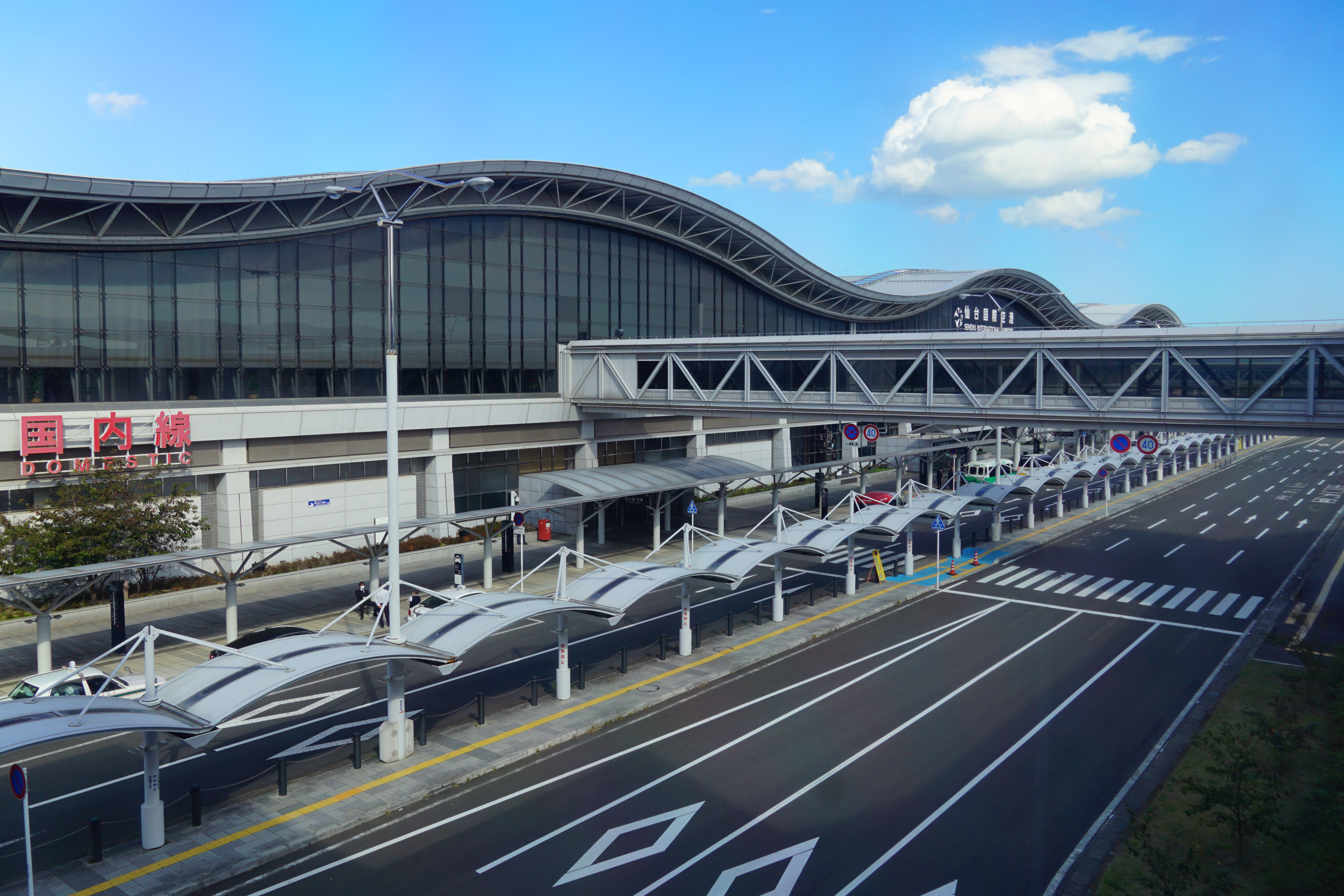
仙台空港のターミナルビル。

- 仙台空港：名取市と岩沼市にまたがって存在する。国内線と国際線の定期便が発着する。
- 瀬峰飛行場：栗原市瀬峰にある場外離着陸場。軽飛行機、グライダーなどが利用。
- 角田滑空場：角田市にある場外離着陸場。軽飛行機、グライダーなどが利用。

### 港湾

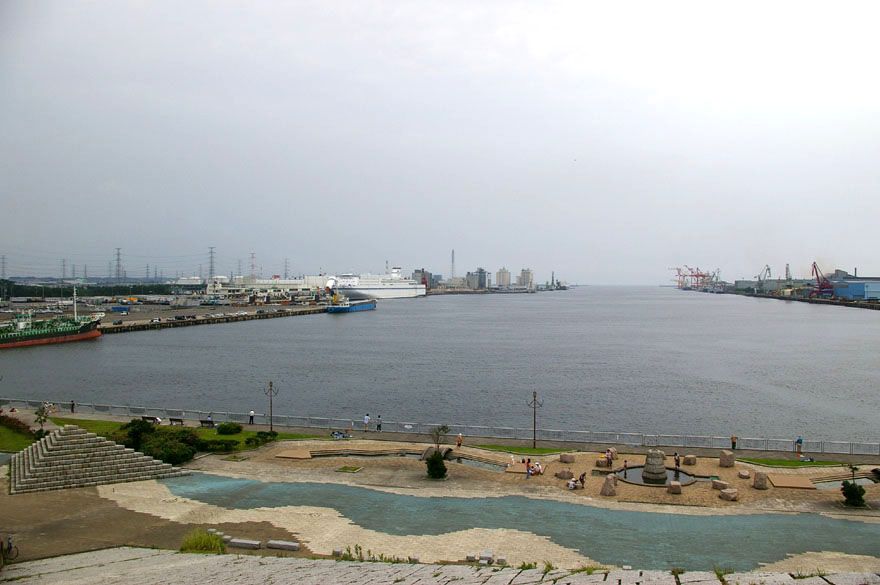
仙台港。

- 仙台港：国際貿易港として物流拠点となっている。長距離フェリーも発着する。
- 石巻港：石巻工業港（日和港）は貿易港となっており、旧北上川河口（内港）からは離島方面のフェリーが発着する。

## 文化

### 方言
- 仙台弁

### 伝統工芸
- 経済産業大臣指定伝統的工芸品
  - 鳴子漆器（漆器、1991年）
  - 雄勝硯（文具、1985年）
  - 宮城伝統こけし（人形、1981年）
- 伝統工芸品

## スポーツ
- 野球

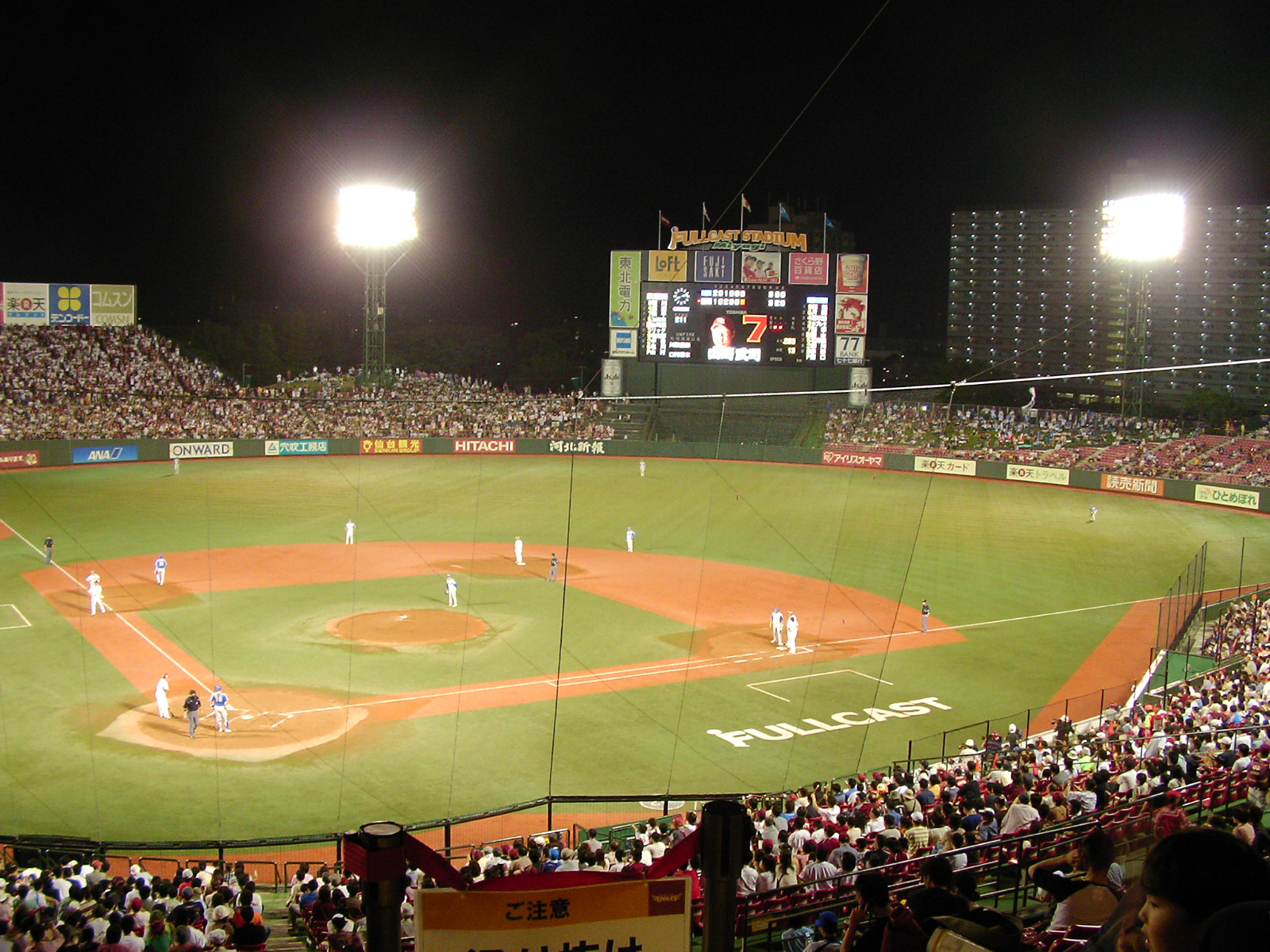
宮城球場（楽天生命パーク宮城）でのナイトゲーム。

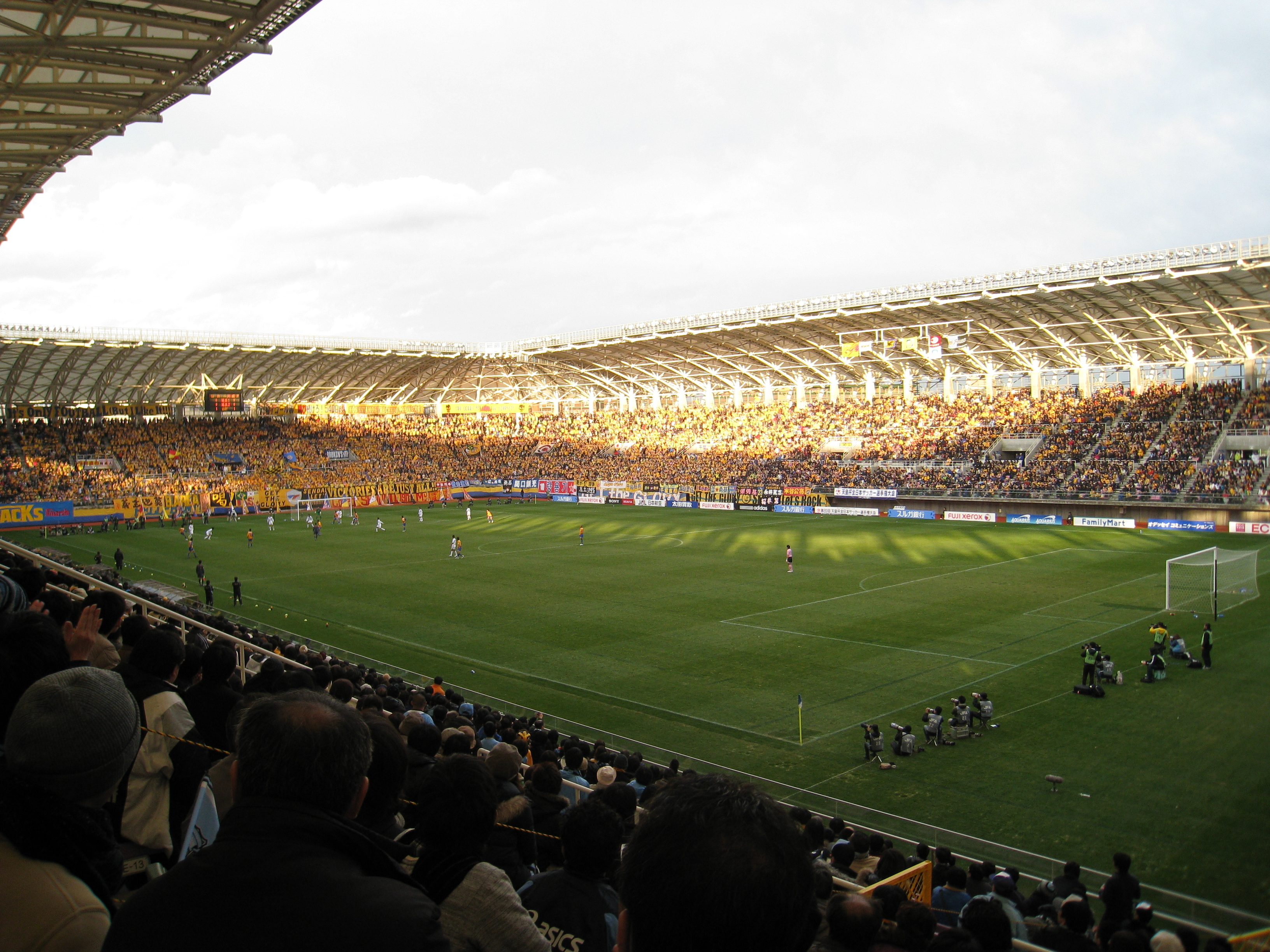
ベガルタ仙台などが本拠地とする仙台スタジアム（ユアテックスタジアム仙台）。

  - 東北楽天ゴールデンイーグルス（プロ野球・パシフィック・リーグ。宮城球場を本拠地とする。）
  - JR東日本東北硬式野球部（社会人野球・企業チーム）
  - 日本製紙石巻硬式野球部（社会人野球・企業チーム）
  - 七十七銀行硬式野球部（社会人野球・企業チーム）
  - 東北マークス（社会人野球・クラブチーム）
  - 石巻日和倶楽部（社会人野球・クラブチーム）
- サッカー
  - ベガルタ仙台（Jリーグ）
  - マイナビ仙台レディース（WEリーグ）
  - ソニー仙台FC (JFL)
    - いずれもユアテックスタジアム仙台を主本拠としている。

  - コバルトーレ女川 (東北1部)
  - 常盤木学園高等学校サッカー部（地域リーグ）
- バスケットボール
  - 仙台89ERS（ジャパン・プロフェッショナル・バスケットボールリーグ・本拠地はゼビオアリーナ仙台）
- プロレス
  - みちのくプロレス
  - センダイガールズプロレスリング

## 観光・史跡

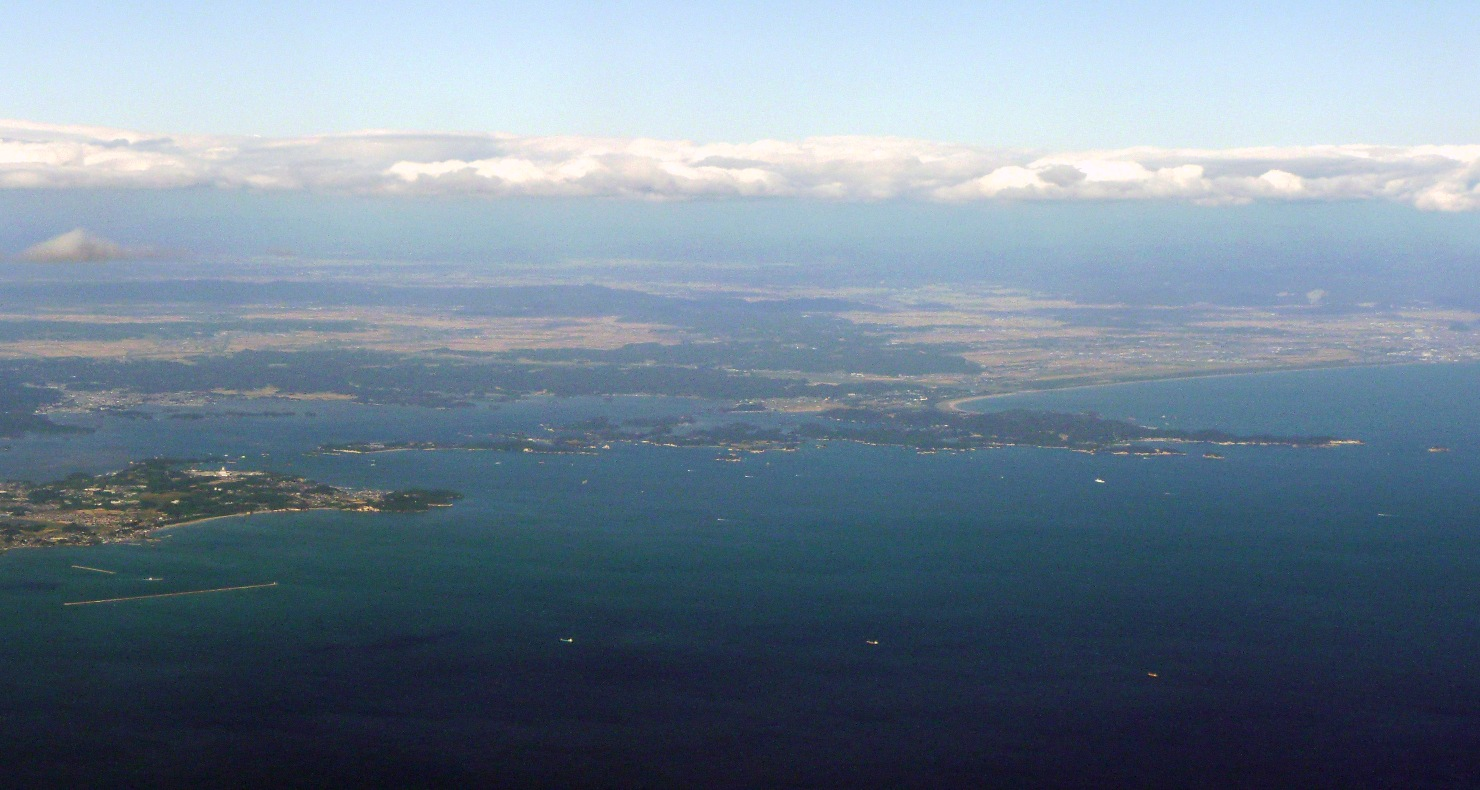
松島、奥松島の空撮。

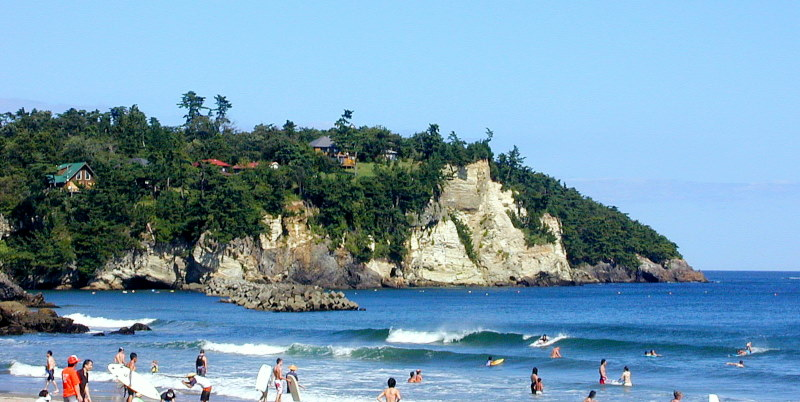
小豆浜サーフスポットから見た高山外国人避暑地の戸谷場地区（2009年8月）。

フランスのタイヤメーカーであるミシュラン社により出版された日本を訪れる外国人観光客向けの「ミシュラン実用旅行ガイド」（国土交通省などが連携）において、県内では松島、瑞巌寺、松島四大観の計3ヶ所が最高評価の「三つ星」を獲得した。三つ星の数では京都府、東京都、奈良県に次いで広島県とともに国内4位。「二つ星」は12ヶ所、「一つ星」は10ヶ所であり、星総数は43となって、京都府、東京都、奈良県、神奈川県に次いで5位となる。外国人誘客のため日本三景・松島に、県が1913年（大正2年）に松島パークホテル、および、1939年（昭和14年）に松島ニューパークホテル（いずれも松島町）を開業した。また、県の管轄ではないが、日本三大外国人避暑地の1つである高山外国人避暑地が明治時代から七ヶ浜町に存在する。
- 松島 - 日本三景の一つ
- 蔵王連峰
- 金華山

### 有形文化財建造物
- 国宝

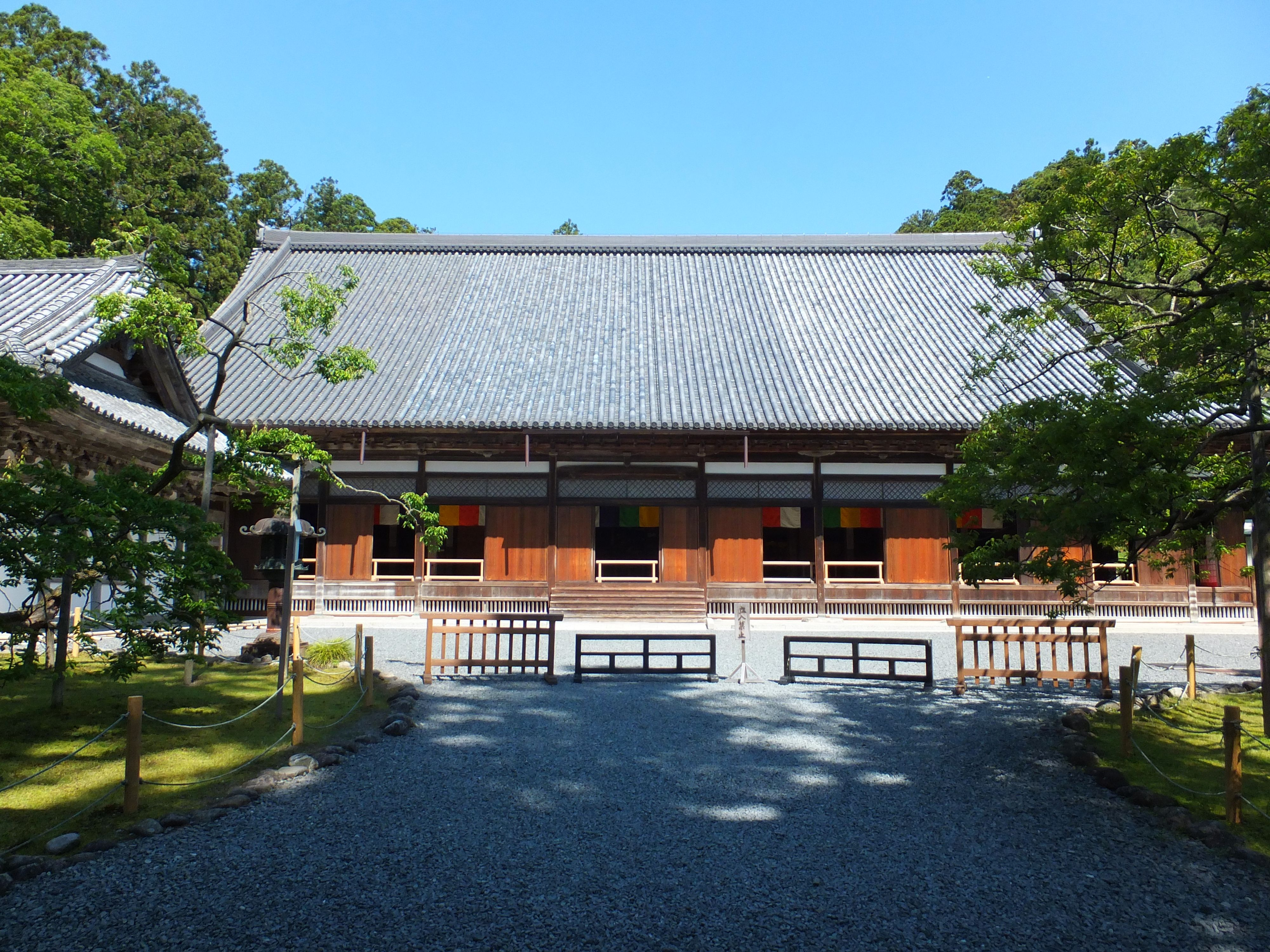
瑞巌寺の本堂。

  - 瑞巌寺 - 庫裏および廊下、本堂（元方丈）
  - 大崎八幡宮 - 本殿

### 祭事

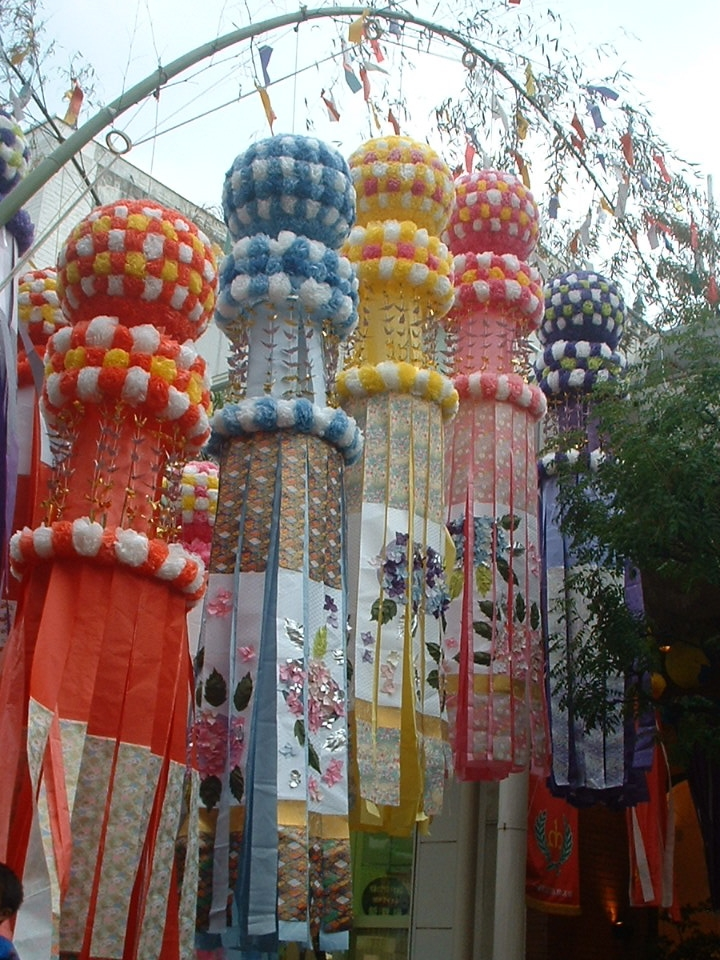
仙台七夕の七夕飾り。

- どんと祭
- 仙台・青葉まつり
- 仙台七夕
- 定禅寺ストリートジャズフェスティバル
- SENDAI光のページェント
- 石巻川開き祭り
- 塩竈みなと祭

### 公園

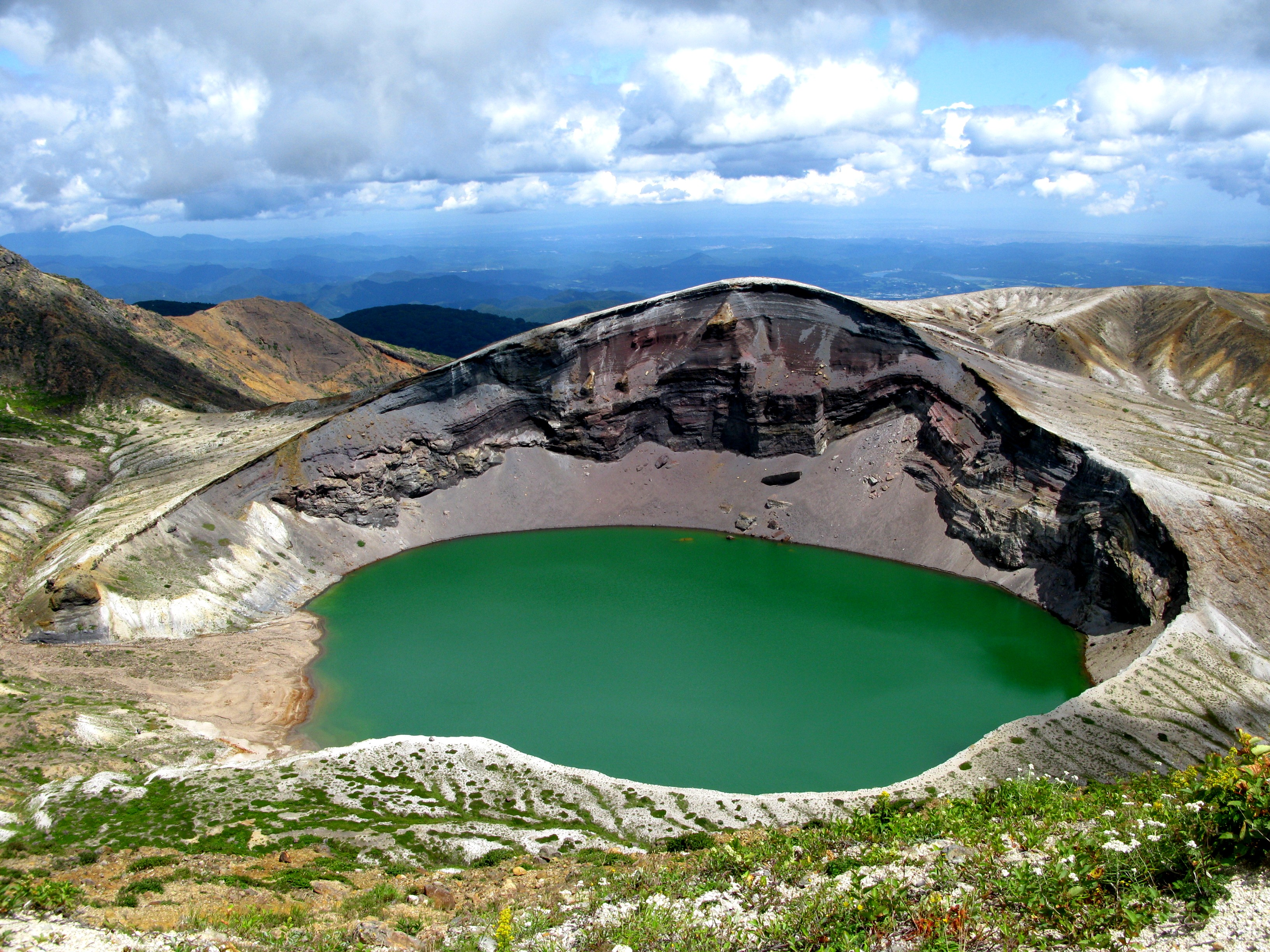
蔵王の御釜。

- 国立公園
  - 三陸復興国立公園
- 国定公園
  - 蔵王国定公園
  - 栗駒国定公園

## 対外関係

### 姉妹自治体・提携自治体

#### 海外
姉妹提携
- 吉林省（中華人民共和国）
1987年（昭和62年）6月1日 - 姉妹提携
- デラウェア州（アメリカ合衆国）
1997年（平成9年）9月10日 - 姉妹提携

友好提携
- ローマ県（イタリア共和国 ラツィオ州）
2001年（平成13年）10月8日 - 友好提携

交流提携
- ザールラント州（ドイツ連邦共和国）

### 姉妹港・提携港
この他に1990年（平成2年）5月に塩竈市、石巻市、気仙沼市と共同で、アメリカ合衆国シアトル港湾局と友好港提携書に調印している。

## 人物

### 宮城県名誉県民
宮城県名誉県民の称号は、「社会の発展に卓越した功績があり、県民が誇りとしてひとしく敬愛する」者へ贈られる。
| 受賞者氏名 | 職業   | 選定年月日    | 備考                     | 出典   |
| ---------- | ------ | ------------- | ------------------------ | ------ |
| 大槻文平   | 実業家 | 1990年11月3日 | 元日本経済団体連合会会長 | [ 48 ] |
| 西澤潤一   | 工学者 | 1990年11月3日 | 半導体研究での業績多数   | [ 48 ] |
| 山本壮一郎 | 政治家 | 1990年11月3日 | 元宮城県知事             | [ 48 ] |
| 伊藤宗一郎 | 政治家 | 2001年9月4日  | 元衆議院議長             | [ 48 ] |

### 宮城県県民栄誉賞受賞者
宮城県県民栄誉賞は、1967年（昭和42年）9月1日に制定された宮城県県民栄誉賞規則（昭和42年9月1日宮城県規則第63号）に基づき、「文化、スポーツ等の分野において輝かしい業績を上げ、かつ、広く県民に敬愛され、県民に希望と活力を与えたと認められるもので功績の顕著なもの」へ、宮城県知事から贈られる（規則第3条・第5条）。
| 受賞者氏名           | 職業                   | 選定年月日     | 備考 | 出典   |
| -------------------- | ---------------------- | -------------- | --- | ------ |
| 佐々木主浩           | プロ野球選手           | 1998年11月19日 | 当時横浜ベイスターズ所属・年間最多セーブおよび年間最多セーブポイント達成                                            | [ 48 ] |
| 田中耕一             | 化学者                 | 2002年12月18日 | ノーベル化学賞受賞                                                                                                  | [ 48 ] |
| 荒川静香             | フィギュアスケート選手 | 2006年3月27日  | 2006年トリノオリンピックで金メダル獲得                                                                              | [ 48 ] |
| 岩隈久志             | プロ野球選手           | 2009年4月9日   | 受賞当時は東北楽天ゴールデンイーグルスに所属・沢村賞はじめ各賞受賞                                                  | [ 48 ] |
| 株式会社楽天野球団   | 日本プロ野球球団       | 2013年11月24日 | 同年にパシフィック・リーグ優勝と日本一を達成                                                                        | [ 48 ] |
| 田中将大             | プロ野球選手           | 2013年11月24日 | 上記の東北楽天ゴールデンイーグルスの優勝に貢献・沢村賞はじめ各賞受賞                                                | [ 48 ] |
| 羽生結弦             | フィギュアスケート選手 | 2014年4月26日  | 2014年ソチオリンピックで金メダル獲得                                                                                | [ 48 ] |
| 髙橋礼華・松友美佐紀 | バドミントン選手       | 2016年10月5日  | 2016年リオデジャネイロオリンピックで金メダル獲得（タカマツペア）                                                    | [ 48 ] |
| 羽生結弦             | フィギュアスケート選手 | 2018年4月22日  | 2018年平昌オリンピックで金メダル獲得（スケート競技フィギュアスケート男子シングルにおいて66年ぶりとなる2連覇を達成） | [ 48 ] |
| 松山英樹             | プロゴルファー         | 2022年9月6日   | 2021年マスターズ・トーナメント優勝（アジア人初、日本人男子初の海外メジャー優勝）                                    | [ 48 ] |
| 一力遼               | 囲碁棋士               | 2025年2月7日   | 2024年応氏杯世界選手権で優勝（日本人初）                                                                            | [ 48 ] |